# Achelousaurus horneri
Achelousaurus horneri ("reptil de Aqueloo de Jack Horner") es la única especie conocida del género extinto Achelousaurus de dinosaurio ceratopsiano ceratópsido, que vivió a finales del período Cretácico, hace aproximadamente 75 millones de años, en el Campaniense, en lo que hoy es Norteamérica. Los primeros fósiles de Achelousaurus fueron recolectados en Montana en 1987 , por un equipo dirigido por Jack Horner, con más hallazgos realizados en 1989. En 1994, Achelousaurus horneri fue descrito y nombrado por Scott D. Sampson, el nombre genérico significa "lagarto de Aqueloo", en referencia a la deidad griega de ese nombre y el nombre específico se refiere a Horner. El género se conoce a partir de unos pocos especímenes que consisten principalmente en material craneal de individuos que van desde juveniles hasta adultos.
Siendo un gran centrosaurino, Achelousaurus podría medir unos 6 metros de largo, con un peso de unas 3 toneladas. Como ceratopsiano, caminaba a cuatro patas, tenía una cola corta y una cabeza grande con un pico ganchudo. Tenía un volante óseo en el cuello en la parte posterior del cráneo, que lucía un par de púas largas, que se curvaban hacia el exterior. Un Achelousaurus adulto tenía protuberancias redondeadas sobre los ojos y en el hocico donde otros centrosaurinos a menudo tenían cuernos en las mismas posiciones. Estas protuberancias estaban cubiertas por una gruesa capa de queratina, pero su forma exacta en vida es incierta. Algunos investigadores plantean la hipótesis de que las protuberancias se usaban en peleas, con los animales dándose cabezazos, así como para exhibición.
Dentro de los Ceratopsia , Achelousaurus se encuentra dentro del clado Pachyrostra u "hocicos gruesos". Se ha sugerido que era el descendiente directo del género similar Einiosaurus, que tenía púas pero no protuberancias y el ancestro directo de Pachyrhinosaurus, que tenía protuberancias más grandes. Los primeros dos géneros serían formas de transición, evolucionando a través de anagénesis a partir de Styracosaurus. Ha habido debate sobre esta teoría, con descubrimientos posteriores que muestran que Achelousaurus está estrechamente relacionado con Pachyrhinosaurus en el grupo Pachyrhinosaurini. Achelousaurus es conocido de la Formación Two Medicine y vivió en el continente insular de Laramidia. Como ceratopsiano, Achelousaurus habría sido un herbívoro y parece haber tenido una alta tasa metabólica, aunque inferior a la de los mamíferos y aves modernos.

## Descripción
Achelousaurus  llegó a medir alrededor de 6 metros de largo y casi 3 de alto, con un peso, por ahora, desconocido. Se caracterizaba por presentar unas protuberancias óseas en el hocico y un par de cuernos en su volante óseo. El cráneo de un Achelousaurus maduro, incluyendo los cuernos de la gola, media 1,6 metros de largo.
Tenía un pico muy parecido al de un loro actual, pero más grande. Como todos los miembros de su familia, tenía una placa ósea rodeando su cuello, coronada por dos largos cuernos. También poseía protuberancias alrededor de su boca y detrás de sus ojos.

Tamaño comparado con un humano

Se estima que Achelousaurus medía 6 metros de largo y pesaba 3 toneladas. Se estima que el cráneo de un individuo adulto, espécimen holotipo MOR 485 medía 1,62 metros de largo. Esto lo coloca en el mismo rango de tamaño que otros miembros del subgrupo Centrosaurinae de ceratopsianos que vivieron durante la era Campaniense. Era casi tan grande como su pariente cercano Einiosaurus, pero con una constitución mucho más pesada. Achelousaurus se acercaba a la robustez de uno de los dinosaurios con cuernos más grandes y de constitución más pesada conocidos, Triceratops.
Como ceratópsido, Achelousaurus habría sido un animal cuadrúpedo con dedos ungulados y una cola acortada y curvada hacia abajo. Su cabeza muy grande, que habría descansado sobre un cuello recto, tenía un pico superior ganchudo, aberturas nasales muy grandes y largas filas de dientes que se desarrollaron en baterías dentales que contenían cientos de dientes individuales apretados y apilados. En los alvéolos dentales, crecían dientes nuevos debajo de los viejos, cada posición albergaba una columna de dientes colocados uno sobre el otro. Achelousaurus tenía entre 25 y 28 posiciones de dientes de este tipo en cada maxilar superior.

### Rasgos distintivos

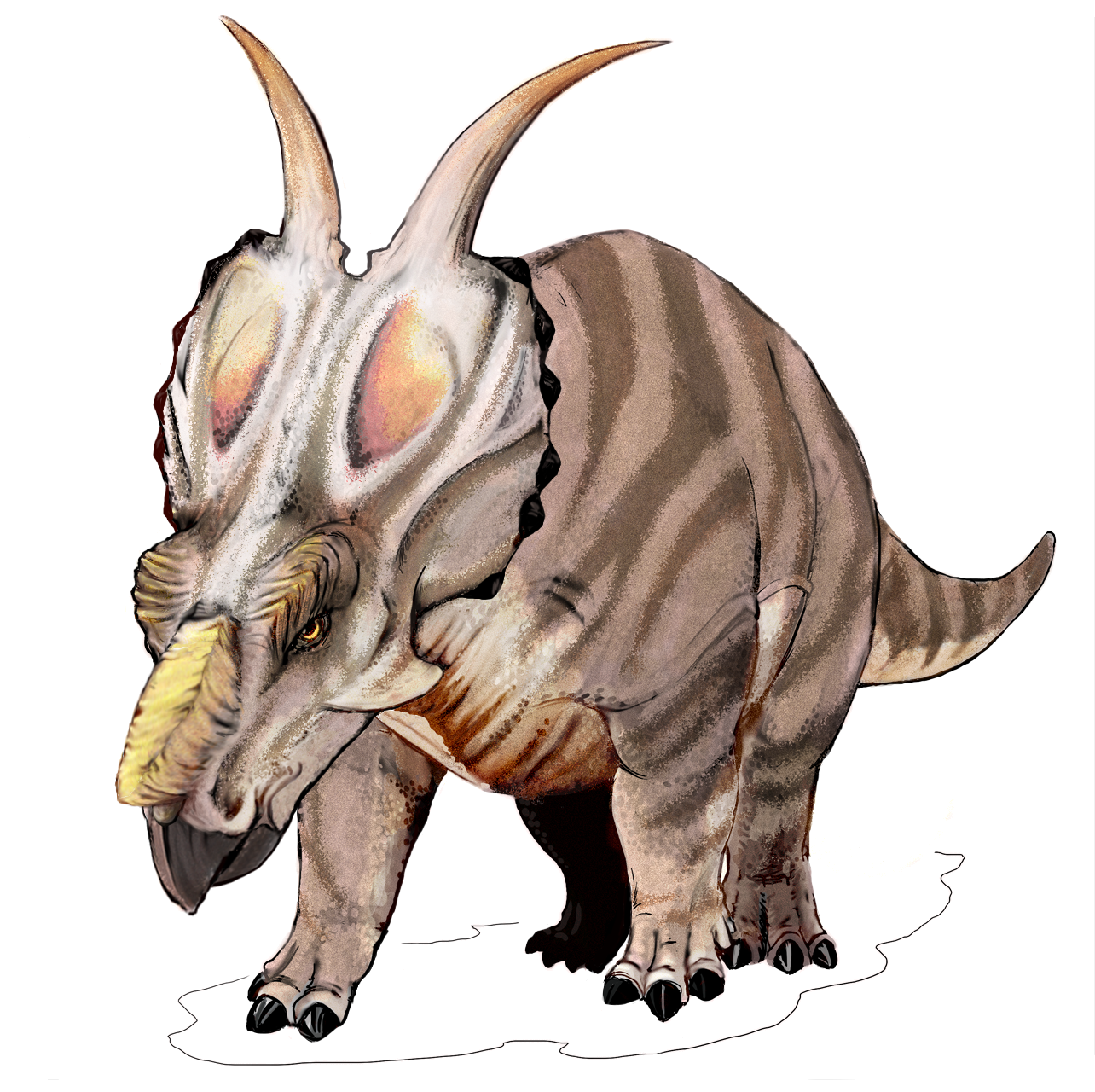
Recreación en vida.

En 1995, al describir la especie, Sampson dio una lista formal de cuatro rasgos que distinguen a Achelousaurus de sus parientes centrosaurinos. En primer lugar, los individuos adultos tienen huesos nasales con una protuberancia en la parte superior que es relativamente pequeña y delgada, y está muy cubierta de hoyos. En segundo lugar, los individuos adultos no tienen cuernos verdaderos sobre las cuencas de los ojos, sino protuberancias relativamente grandes con crestas altas. En tercer lugar, los individuos que aún no han crecido completamente, o subadultos, tienen verdaderos núcleos córneo, la parte ósea de los cuernos, sobre las cuencas de los ojos con la superficie que mira hacia adentro siendo cóncava. Y en cuarto lugar, los huesos parietales del escudo del cuello tienen un solo par de púas curvas que sobresalen del margen posterior hacia atrás y hacia afuera.
Además de estas características únicas, Sampson señaló diferencias adicionales con dos formas muy estrechamente relacionadas. Las púas del volante de Achelousaurus están más orientadas hacia afuera que las púas de Einiosaurus, que están curvadas medialmente; las púas de Achelousaurus están, sin embargo, menos dirigidas hacia el exterior que las púas comparables de Pachyrhinosaurus. Achelousaurus también se diferencia de Pachyrhinosaurus en su protuberancia nasal más pequeña que no alcanza los huesos frontales en su parte posterior. Aparte del cráneo, no se conocen características del esqueleto que distingan a Achelousaurus de otros miembros de los Centrosaurinae.

### Cráneo

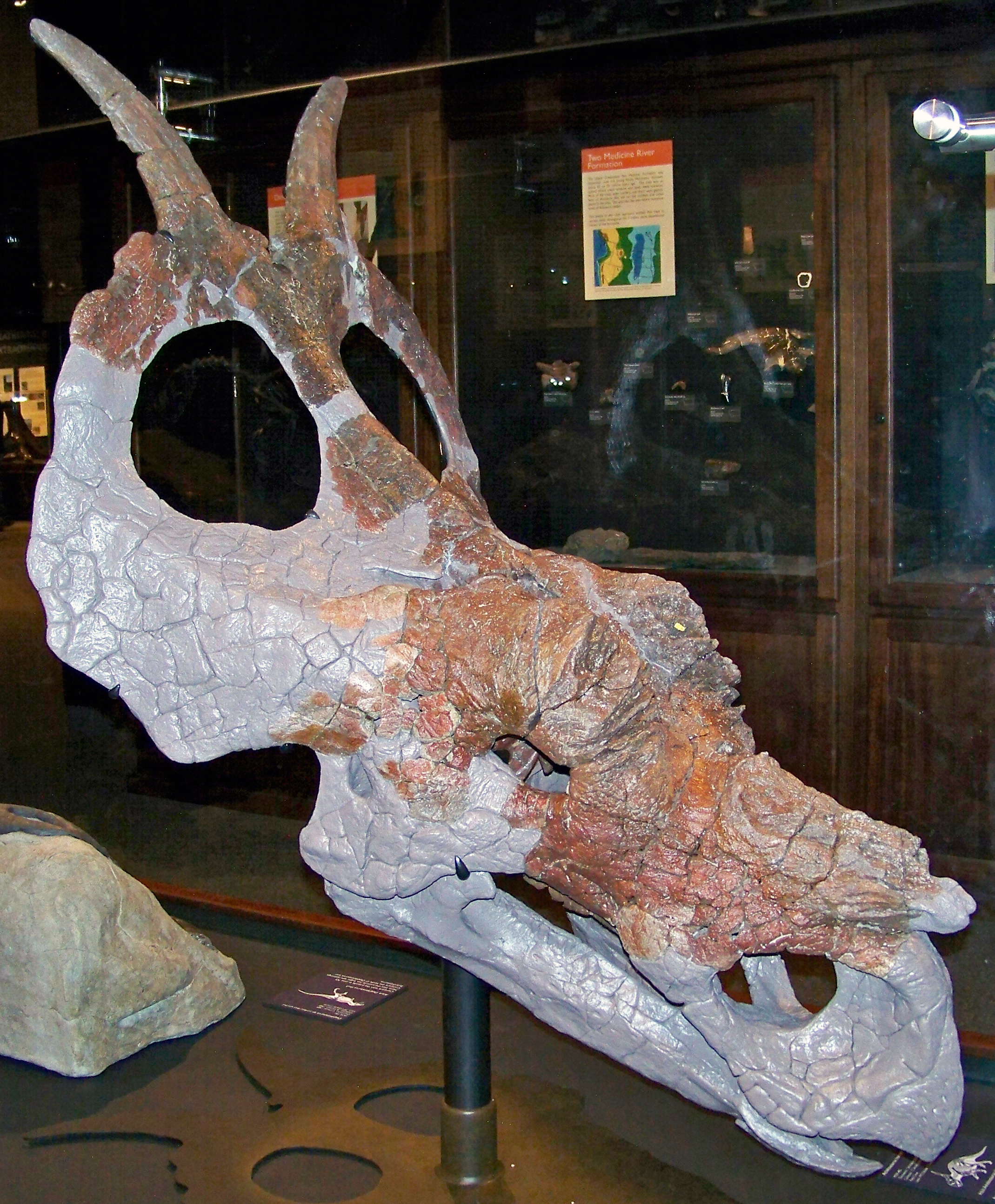
Cráneo holotipo en vista lateral derecha.

Los dinosaurios con cuernos se diferencian entre sí principalmente por sus cuernos, que se encuentran en el hocico y por encima de los ojos, y por el gran volante craneal, que cubre el cuello como un escudo. Achelousaurus exhibió la constitución de los centrosaurinos derivados, "avanzados", que se caracterizan por cuernos o protuberancias frontales cortas, combinadas con elaboradas púas en el volante. Las proporciones generales del volante son típicamente centrosaurino, con un hueso escamoso ancho y redondeado en el costado, que se expande hacia la parte posterior. También comparte la curvatura típica del volante con una superficie superior que es convexa de lado a lado y cóncava de adelante hacia atrás.

#### Protuberancia de la nariz
Los cráneos adultos de Achelousaurus tenían una protuberancia rugosa y muy picada en el hocico o región nasal, donde muchos otros ceratópsidos tenían un cuerno. A una protuberancia de este tipo a menudo se la llama "paquiostótica", es decir, que consiste en hueso engrosado. Pero describirla como una "protuberancia" gruesa puede ser engañoso, de hecho, forma una amplia depresión con un piso óseo delgado y excavaciones irregulares, aunque está menos deprimida que en Pachyrhinosaurus. La protuberancia nasal cubría aproximadamente dos tercios de la superficie superior de los huesos nasales. La protuberancia era similar a la observada en el género relacionado Pachyrhinosaurus, aunque más estrecha, más corta y menos alta. Cubría el 27% de la longitud total del cráneo, era un 30% más larga que la distancia entre la fosa nasal y la cuenca del ojo y era aproximadamente el doble de larga que la cuenca del ojo. Su borde posterior no alcanzaba el nivel de la cuenca del ojo. El saliente nasal se extendía hacia adelante, donde se fusionaba con los huesos nasal y premaxilar (de la mandíbula superior) en la parte delantera del hocico, aunque el hueso nasal en sí no se fusionaba con el premaxilar. El saliente del espécimen MOR 485 además tenía una excavación o cavidad en su extremo delantero. El núcleo del cuerno que formaba el saliente puede haberse desarrollado ya sea volviéndose procurvado, es decir, doblado hacia adelante, durante el crecimiento, como el cuerno del relacionado Einiosaurus, hasta que se fusionó con el hueso nasal o a partir de un cuerno simple y erecto, que luego extendió su base hacia adelante sobre la región del hocico, como en Pachyrhinosaurus. El hueso nasal formaba la parte superior de una gran fosa nasal ósea. Desde el borde trasero de esa fosa nasal sobresalía un proceso afilado hacia el frente. El hocico era, comparado con el de Einiosaurus, relativamente ancho al nivel de las fosas nasales traseras. El hueso lagrimal, delante de la cuenca del ojo, estaba engrosado, principalmente en la superficie interna, mientras que la superficie externa no tenía rasgos distintivos, salvo una excavación similar a un cráter.

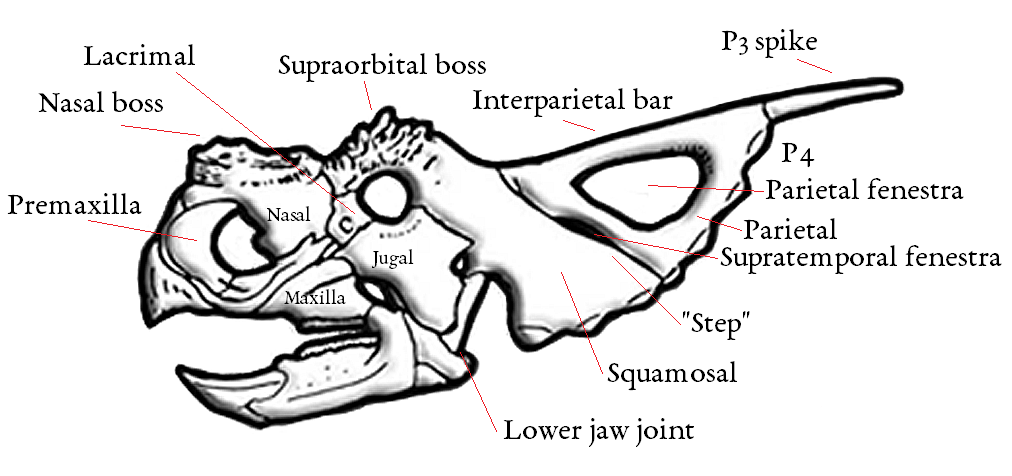
Diagrama del cráneo

Los cráneos adultos también poseen protuberancias grandes, rugosas y ovaladas en la región supraorbital por encima de los ojos, en lugar de los cuernos de otros ceratópsidos. Las protuberancias supraorbitales se extendían desde el hueso postorbital hacia adelante para incorporar los huesos palpebrales y prefrontales triangulares, y tenían crestas transversales altas alrededor del medio, que eran gruesas en su base y delgadas hacia su parte superior. Los huesos palpebrales se destacaban fuertemente, formando un "contrafuerte antorbital". Los prefrontales fusionados no alcanzaban la protuberancia nasal, formando un surco transversal distintivo en forma de silla de montar que separaba la protuberancia nasal de las protuberancias supraorbitales. Este surco se extendía hacia atrás, separando las protuberancias supraorbitales entre sí y formando una forma de T en la vista superior. Estas protuberancias eran similares a las de Pachyrhinosaurus , pero con crestas más altas y rugosidades más pronunciadas. Los núcleos córneos supraorbitales largos y bajos del espécimen subadulto MOR 591 eran similares a los de los subadultos Einiosaurus y Pachyrhinosaurus. Tenían una superficie cóncava en el lado interno como en el caso de Pachyrhinosaurus, había crestas en los huesos postorbitales que pueden indicar una transición inicial hacia protuberancias.
El techo del cráneo de Achelousaurus tenía una cavidad en la línea media, con una abertura en la parte superior llamada fontanela frontal, una característica que se encuentra en todos los ceratópsidos, que tienen un techo de cráneo "doble" formado por los huesos frontales que se pliegan uno hacia el otro entre las bases de los cuernos de la frente. Esta cavidad formaba senos que se extendían por debajo de los salientes supraorbitales, que por lo tanto eran relativamente delgados internamente, con un espesor de 25 milímetros desde el exterior hasta el techo de la cavidad. Esta cavidad parece haberse cerrado parcialmente a medida que el animal envejecía, y solo la parte trasera de la fontanela estaba abierta en el espécimen adulto MOR 485.

#### Volante

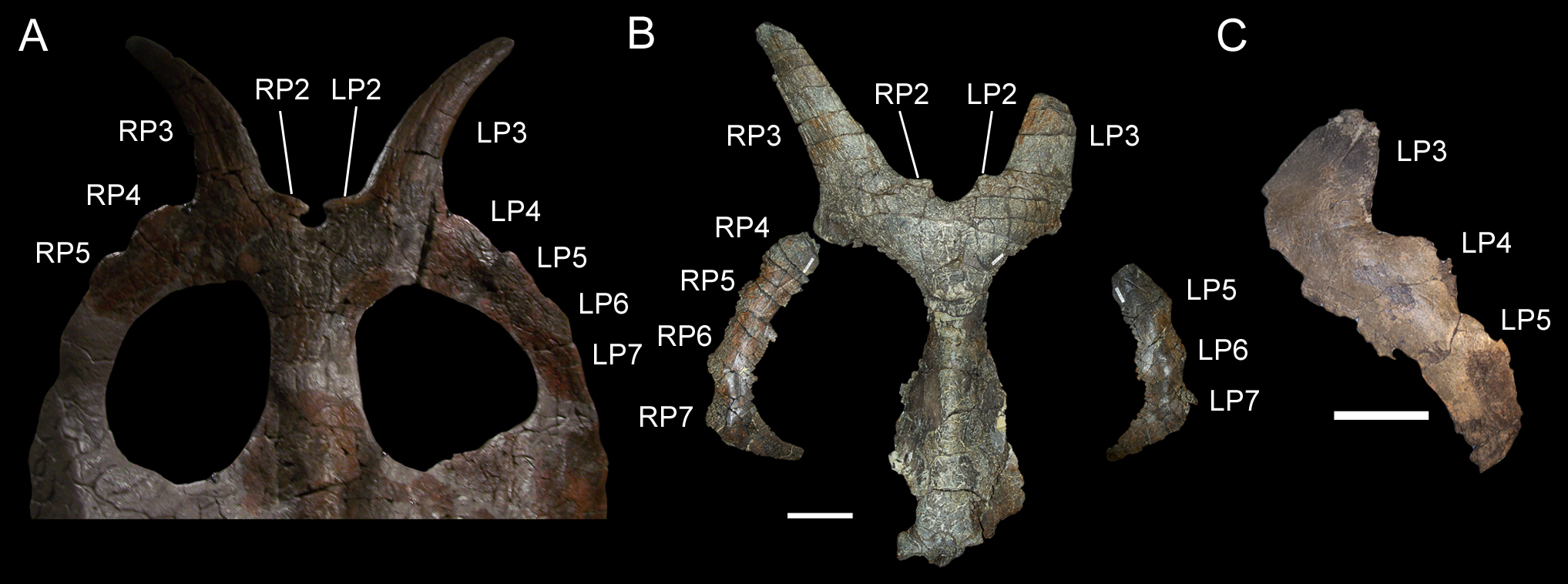
Huesos del volante parietoescamoso de tres cráneos; MOR 485, MOR 571 y MOR 591.

Al igual que el de todos los demás ceratópsidos, el cráneo de Achelousaurus tenía un volante parietoescamoso o "escudo del cuello", que estaba formado por los huesos parietales en la parte posterior y los huesos escamosos en los lados. El parietal es uno de los huesos principales utilizados para distinguir los taxones centrosaurinos entre sí y resolver las relaciones entre ellos, mientras que el escamoso es muy similar en todos los taxones. En Achelousaurus, el hueso escamoso era mucho más corto que el parietal. De su margen interno, la porción posterior formaba un escalón en relación con la parte frontal, con la sutura entre el escamoso y el parietal mostrando un pliegue hacia atrás a nivel de la fenestra supratemporal posterior, un rasgo típico de los centrosaurinos. El hueso escamoso y el yugal, al tocarse entre sí, excluían al cuadratoyugal del borde de la fenestra temporal lateral, es decir, la abertura en la parte posterior del lado del cráneo.
El volante de Achelousaurus tenía dos grandes púas llamativas que se dirigían hacia atrás y se curvaban hacia los lados alejándose una de la otra. Durante la década de 1990, se entendió cada vez más que tales púas en los parietales no eran crecimientos aleatorios sino rasgos específicos que podrían usarse para determinar la evolución de los dinosaurios con cuernos, si solo se pudiera analizar cómo se correspondían entre las especies. Sampson, en el artículo en que describe a Achelousaurus en 1995, por lo tanto, introdujo un sistema de numeración generalizado para tales procesos parietales, contándolos desde la línea media hasta el lado del volante. Esto se aplicó a los Centrosaurinae en su conjunto en 1997. Las grandes púas de Achelousaurus corresponden a las púas del "Proceso 3" de otros centrosaurinos y eran similares a las de Einiosaurus, aunque curvadas más hacia los lados, similar a Pachyrhinosaurus. Eran más cortos y delgados que las púas correspondientes de Styracosaurus. Entre estas púas, a ambos lados de la muesca central del volante, había dos pequeños procesos en forma de pestaña, "Proceso 2", que se dirigían hacia la línea media. Las púas más internas del "Proceso 1", como las presentes en Centrosaurus, faltan en Achelousaurus. El volante tenía dos grandes aberturas pareadas, las fenestras parietales, con una barra parietal en la línea media entre ellas. Una fila lineal de hinchazones redondeadas corría a lo largo de la parte superior de la barra parietal, que puede ser homóloga a las púas y los cuernos en la misma área de algunos especímenes de Pachyrhinosaurus. Una fila de procesos relativamente pequeños corría a lo largo del margen del escudo parietal desde las púas del "Proceso 3" hacia afuera, para un total por lado de siete. Eran en gran medida iguales en tamaño, lo que provocó que el proceso P4 se redujera en comparación con el P3. Estos procesos inferiores parecen haber estado cubiertos por epoccipitales, huesos que cubrían los volantes de los ceratópsidos. En Achelousaurus estos epoccipitales, que comienzan como osificaciones de la piel separadas u osteodermos, se fusionan con el hueso del volante subyacente para formar espigas, al menos en la tercera posición. En 2020, se negó que estos procesos fueran osificaciones separadas. En los individuos más maduros, los procesos P6 y P7 más anteriores estarían menos imbricados entre sí, girando alrededor de sus ejes longitudinales.

#### Vainas de queratina

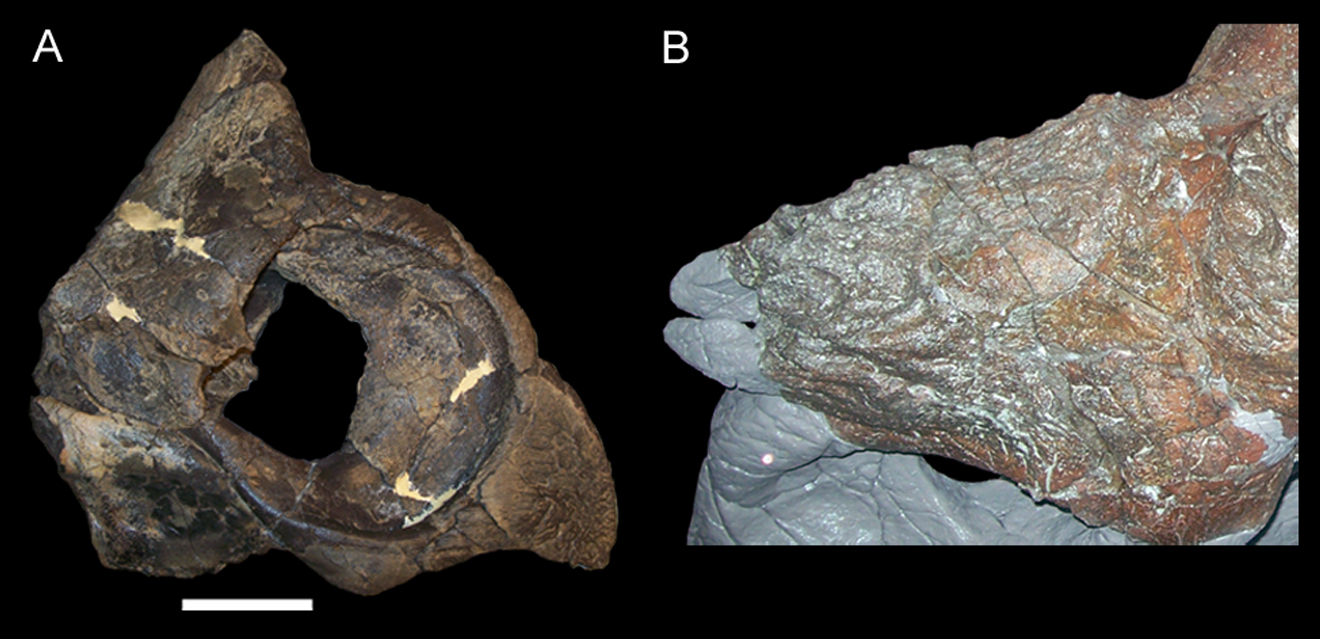
Regiones del hocico de MOR 591 y MOR 485

Las protuberancias del cráneo de Achelousaurus pueden haber estado cubiertas por una vaina queratinosa en vida, pero su forma en un animal vivo es incierta. En 2009, el paleontólogo Tobin L. Hieronymus y sus colegas examinaron las correlaciones entre la morfología del cráneo, los cuernos y las características de la piel de los animales con cuernos modernos, y examinaron el cráneo de los dinosaurios centrosaurinos en busca de los mismos correlatos. Propusieron que las protuberancias rugosas de Achelousaurus y Pachyrhinosaurus estaban cubiertas por gruesas almohadillas de piel cornificada, similar a la protuberancia de los bueyes almizcleros modernos. El núcleo córneo nasal del Achelousaurus adulto tenía una inclinación hacia arriba y su superficie superior tenía correlatos para una gruesa almohadilla epidérmica, capa externa de piel, que se gradúa en correlatos para una vaina cornificada en los lados. Una almohadilla gruesa de epidermis puede haber crecido desde la muesca picada en forma de V en la punta del núcleo córneo nasal. La dirección de crecimiento de la almohadilla nasal habría sido hacia el frente. Los salientes supraorbitales pueden haber tenido una almohadilla gruesa de epidermis, que creció en un ángulo lateral similar a los núcleos córneos curvados de Coronosaurus, como lo indica la orientación de las "aletas" o crestas en los salientes. El hecho de que los salientes supraorbitales carecieran de un surco en sus bases indica que sus almohadillas córneas se detenían en los bordes arrugados de los salientes. Las picadas podrían indicar una capa de crecimiento más suave que conecta el hueso interno duro con la vaina córnea dura. Además, se identificaron correlatos para una escama rostral frente al saliente nasal y filas de escamas a lo largo de la línea media parietal y la región supraorbitaria-escamosa.

## Descubrimiento e investigación

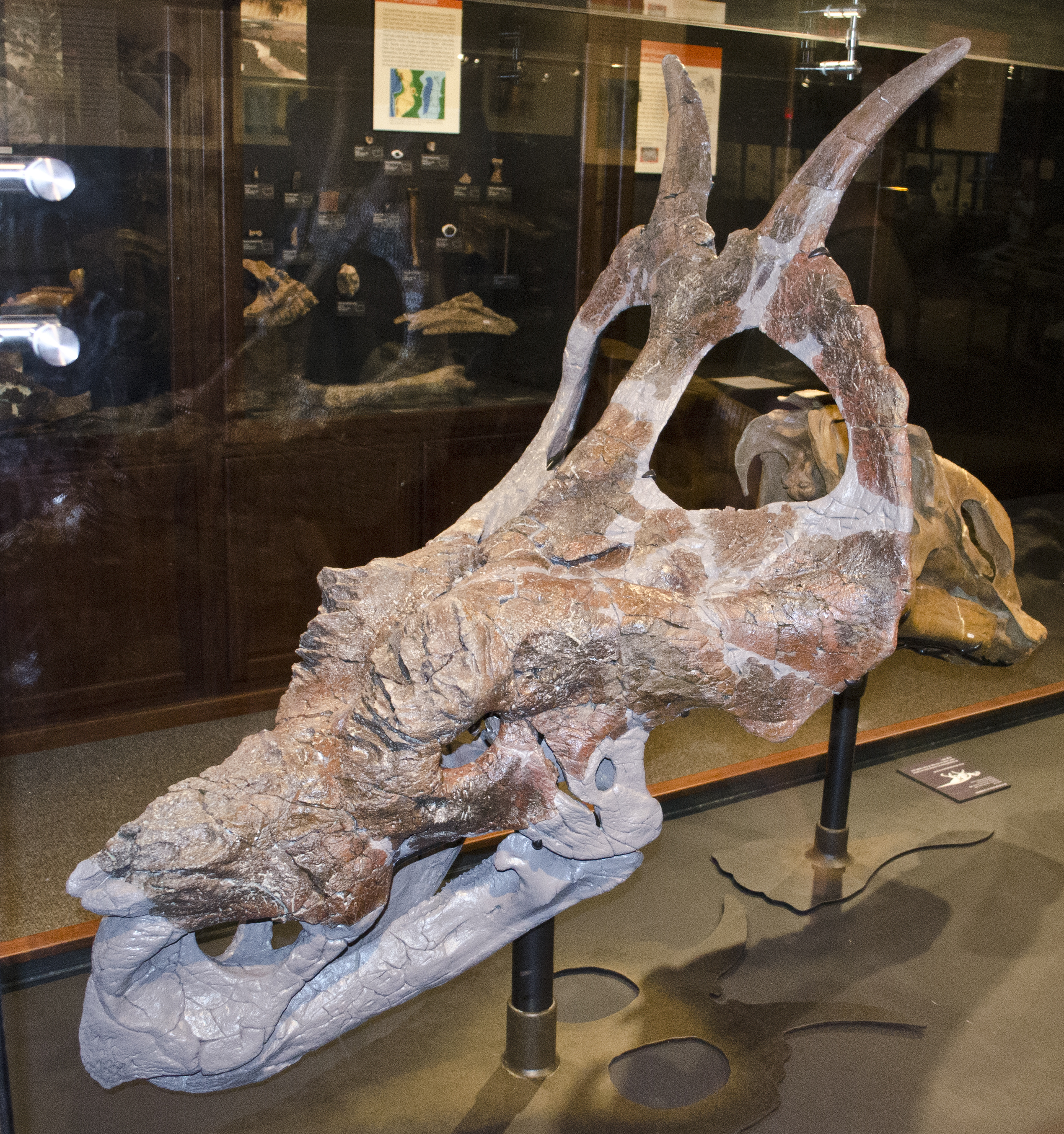
Cráneo del espécimen holotipo MOR 485 (con piezas reconstruidas en azul), en el Museo de las Rocosas, Montana

Achelousaurus se conoce de Montana, Estados Unidos, en la Formación Dos Medicinas, que preserva los sedimentos del Campaniense a finales del Cretácico, entre 83 y 74 millones de años. Achelousaurus fue encontrado en los niveles más altos de la formación, así que está probablemente más cercano al final de este rango etario. Otros dinosaurios encontraron en esta formación incluyen Daspletosaurus, Bambiraptor, Euoplocephalus, Maiasaura, y Einiosaurus.
Los científicos han recuperado hasta ahora tres cráneos y un poco de material postcranial de la Formación Dos Medicinas, guardadas en Museo de las Rocallosas de Bozeman, Montana. El género y especie, Achelousaurus horneri, fueron nombrados por el paleontólogo Scott Sampson en 1995. El nombre específico es puesto en honor a Jack Horner, un influyente paleontólogo de Estados Unidos debido a sus descubrimientos de dinosaurios en Montana. El nombre genérico Achelousaurus hace referencia a un personaje de la Mitología griega, Aqueloo (latinizado como Achelous), una deidad de los ríos la Grecia Antigua, que tenía uno de sus cuernos rotos por Hércules, en una lucha mitológica con el héroe legendario. Los tres cráneos conocidos de Achelousaurus tenían bordes rugosos en los mismos lugares en donde otros ceratopsianos tenían cuernos, dándole el aspecto de que sus cuernos habían sido arrancados. Aqueloo también era conocido por su capacidad de ser un cambiante, de la misma manera como Achelousaurus parece combinar características de otros ceratopsianos.

### Las expediciones de Horner a Landslide Butte

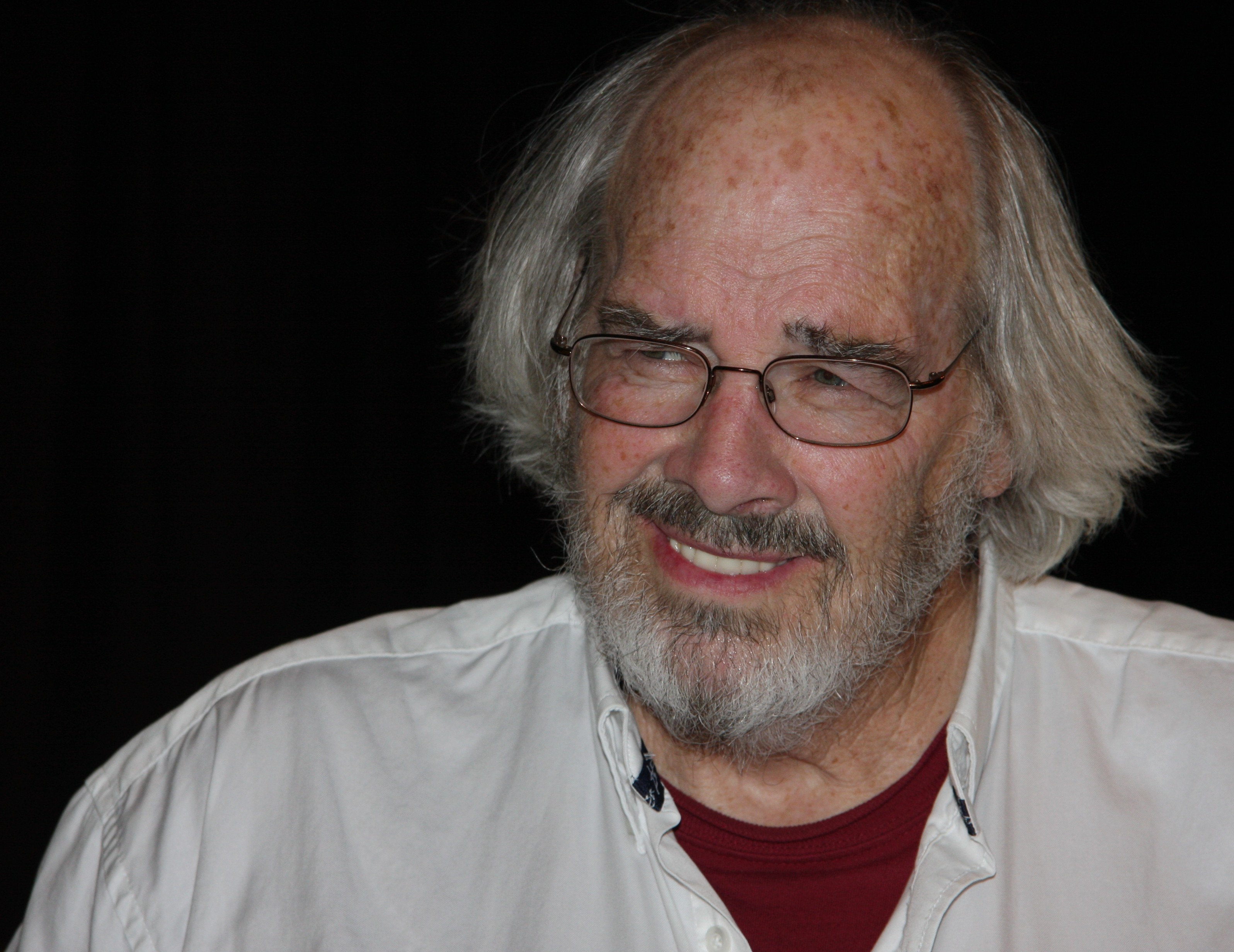
Jack Horner dirigió el equipo que descubrió a Achelousaurus. A. horneri recibió su nombre en su honor.

Todos los especímenes conocidos de Achelousaurus fueron recuperados de la Formación Two Medicine en el condado de Glacier, Montana, durante las excavaciones realizadas por el Museo de las Montañas Rocosas, que aún alberga los especímenes. Los descubrimientos se produjeron por una cadena accidental de eventos. En la primavera de 1985, el paleontólogo John "Jack" R. Horner fue informado de que ya no se le permitiría explotar el sitio de Willow Creek , donde había estudiado la colonia de anidación de Maiasaura Egg Mountain durante seis años. Habiendo ya hecho amplios arreglos para una nueva temporada de campo, de repente se vio obligado a buscar un sitio alternativo. Horner siempre había estado intrigado por los diarios de campo de Charles Whitney Gilmore, quien había informado del descubrimiento de huevos de dinosaurio en Landslide Butte en 1928, pero nunca publicó sobre ellos. En esta localidad, Gilmore había contratado a George Fryer Sternberg para excavar esqueletos de los dinosaurios con cuernos Brachyceratops y Styracosaurus ovatus. Ese verano, Horner obtuvo el permiso del Consejo Tribal Indio Blackfeet para buscar fósiles en Landslide Butte, que es parte de la Reserva Indígena Blackfeet. Fue la primera investigación paleontológica allí desde la década de 1920. En agosto de 1985, el asociado de Horner, Bob Makela, descubrió un rico yacimiento de fósiles en la tierra del granjero Ricky Reagan, que se llamó Dinosaur Ridge Quarry y contenía fósiles de dinosaurios con cuernos. El 20 de junio de 1986, Horner y Makela regresaron a la Reserva Indígena Blackfeet y reanudaron el trabajo en Dinosaur Ridge Quarry, que resultó contener, aparte de huevos, más de una docena de esqueletos de un dinosaurio con cuernos más tarde llamado Einiosaurus. En agosto de 1986, en un sitio cercano, Canyon Bone Bed en la tierra de Gloria Sundquist, al este del río Milk, el equipo de Horner descubrió otro lecho de huesos de Einiosaurus. Parte de los descubrimientos realizados en esta ocasión fue un cráneo de dinosaurio con cuernos adicional, el espécimen MOR 492, que más tarde sería referida Rubeosaurus, el nombre de género dado en 2010 a Styracosaurus ovatus.
Durante la temporada de campo de 1987 a principios de julio, el voluntario Sidney M. Hostetter localizó otro cráneo de dinosaurio con cuernos cerca del Canyon Bone Bed, el espécimen MOR 485. A fines de agosto, se había asegurado y fue conducido en un camión de granos al Museo de las Montañas Rocosas en Bozeman. El 23 de junio de 1988, se descubrió otro sitio en las cercanías: Blacktail Creek North. En el verano de 1989, el estudiante de posgrado Scott D. Sampson se unió al equipo, queriendo estudiar la función de las estructuras de exhibición de volantes en dinosaurios con cuernos. A fines de junio de 1989, Horner, su hijo Jason y su preparador principal Carrie Ancell descubrieron el espécimen de dinosaurio con cuernos MOR 591, un cráneo subadulto y un esqueleto postcraneal parcial, cerca de Blacktail Creek.

### Interpretación de los fósiles recolectados

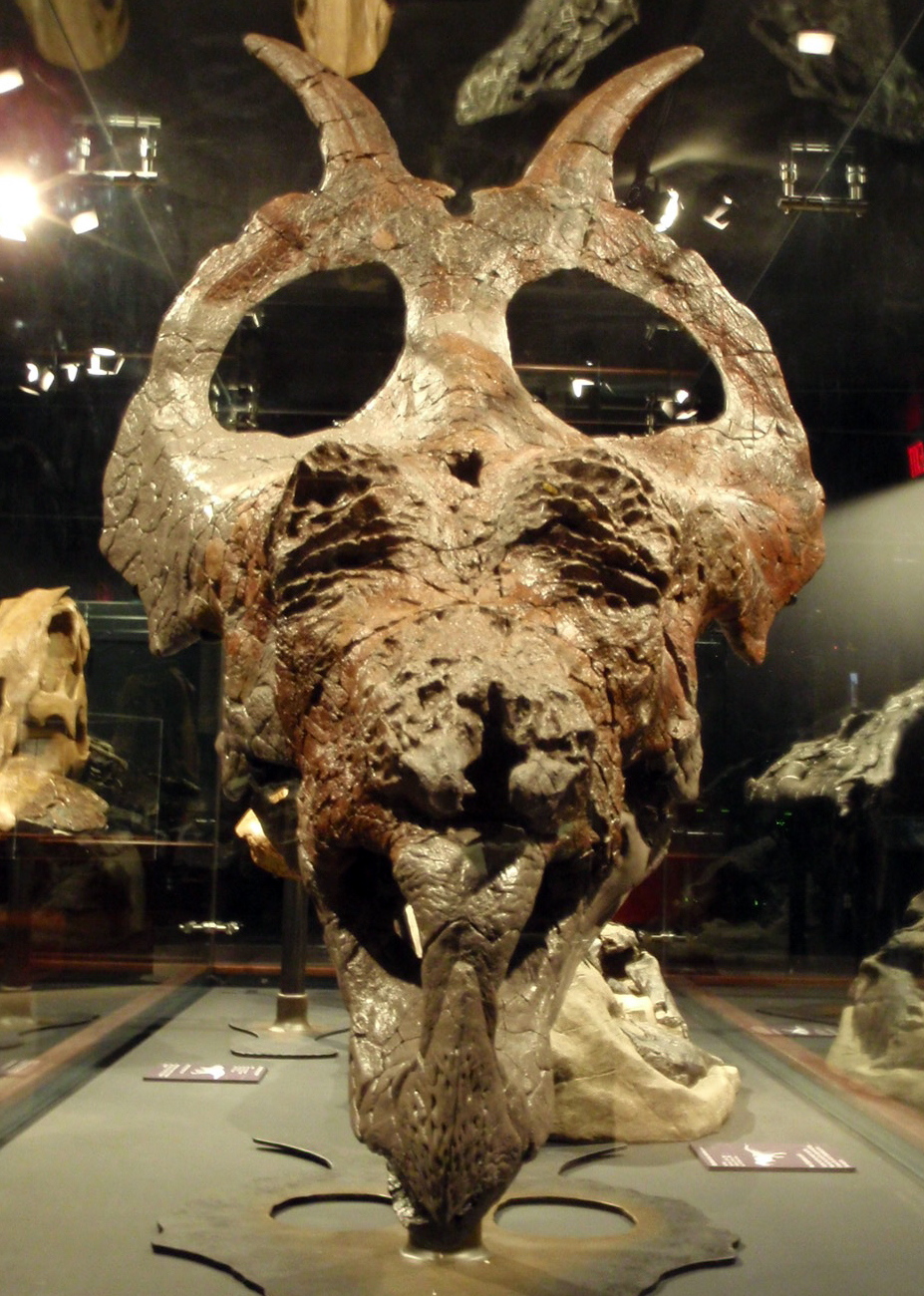
Cráneo holotipo MOR 485 en vista frontal

Inicialmente se asumió que todo el material de dinosaurio con cuernos recuperado por las expediciones podría asignarse a una sola especie de "estiracosaurio" distinta de Styracosaurus albertensis, ya que los fósiles representaban un período de tiempo geológico limitado, entonces estimado en medio millón de años. Raymond Robert Rogers, que estaba estudiando la estratigrafía de los lechos óseos, se refirió a él como un Styracosaurus sp. en 1989. Styracosaurus ovatus, aunque a veces considerado un nomen dubium ya había sido encontrado en el área por Sternberg y era un candidato obvio.  Pero también se tuvo en cuenta la posibilidad de que los hallazgos fueran de una especie nueva para la ciencia. Esta especie fue nombrada informalmente "Styracosaurus makeli" en honor a Bob Makela, quien había muerto en un accidente de tránsito pocos días antes del descubrimiento del espécimen MOR 485. En 1990, este nombre, como un nombre inválido, apareció en un pie de foto en un libro de Stephen Czerkas.
Horner, un experto en la familia Hadrosauridae, tenía menos afinidad por otros tipos de dinosaurios. En 1987 y 1989, el especialista en dinosaurios con cuernos Peter Dodson fue invitado a investigar los nuevos hallazgos de ceratopsianos . En 1990, Dodson consideró que el material fósil fortalecía el caso de la validez de un Styracosaurus ovatus separado, que se distinguiría de Styracosaurus albertensis.
Mientras tanto, Horner había llegado a una visión más compleja de la situación. Todavía pensaba que el material fósil había sido parte de una única población, pero concluyó que ésta se había desarrollado con el tiempo como una cronoespecie que evolucionó hacia una serie de taxones posteriores. En 1992, Horner, David Varricchio y Mark Goodwin publicaron un artículo en Nature basado en el estudio de campo de seis años de sedimentos y dinosaurios de Montana. Propusieron que las expediciones habían descubierto tres "taxones de transición " que abarcaban la brecha entre los ya conocidos Styracosaurus y Pachyrhinosaurus. Por el momento, se negaron a nombrar estos taxones. La forma más antigua fue indicada como "Taxón de transición A", representada principalmente por el cráneo MOR 492. Luego vino el "Taxón B", los numerosos esqueletos de la cantera Dinosaur Ridge y el lecho de huesos Canyon. El más reciente fue el "Taxón C", representado por el cráneo MOR 485 y los fósiles de dinosaurios con cuernos de Blacktail Creek.

### Sampson nombra aAchelousaurus

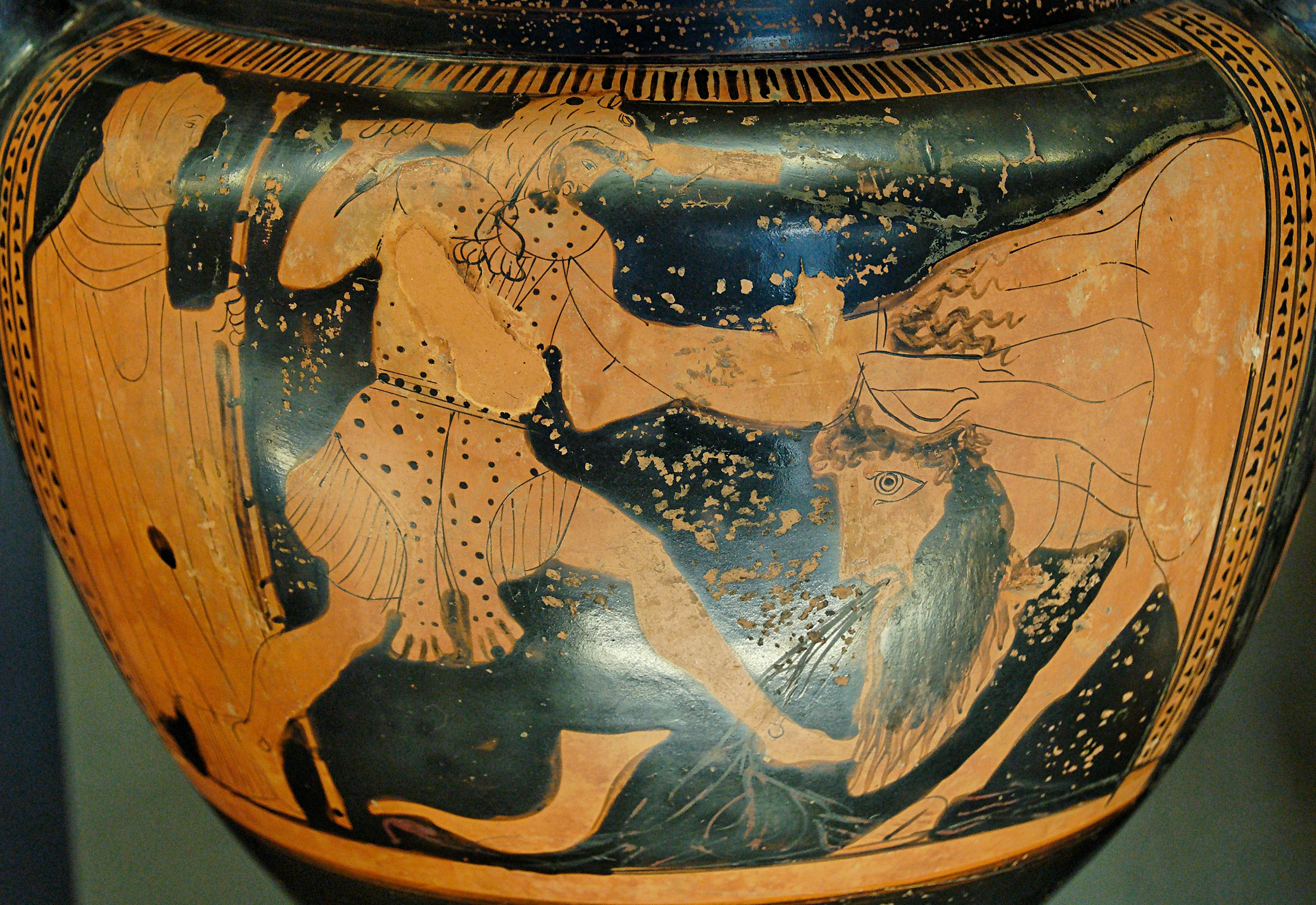
Aqueloo pierde su cuerno ante Hércules en una crátera ática.

Sampson había continuado sus estudios del material desde 1989. En 1994, en una charla durante la reunión anual de la Sociedad de Paleontología de Vertebrados, nombró al "Taxón C" como un nuevo género y especie, Achelousaurus horneri. Aunque se publicó un resumen que contenía una descripción suficiente, no identificó un holotipo, un espécimen con nombre. En 1995, en un artículo posterior, Sampson indicó al espécimen MOR 485 como el espécimen holotipo de Achelousaurus horneri. El nombre genérico consiste en las palabras Achelous, Aqueloo, el nombre de una figura mitológica griega y saurus, que es la palabra griega latinizada para lagarto. Achelous, Ἀχελῷος es una deidad fluvial griega y un cambiaformas que era capaz de transformarse en cualquier cosa. Durante una pelea con Hércules, el héroe mítico, Aqueloo tomó la forma de un toro, pero perdió la batalla cuando le quitaron uno de sus cuernos. Esta alusión es una referencia a los rasgos supuestamente transicionales del dinosaurio y la pérdida característica de los cuernos a través del desarrollo ontogenético y filogenético , y por lo tanto a través del cambio individual y la evolución. Dodson, en 1996, elogió el nombre genérico por ser original e inteligente. El nombre específico honra a Jack Horner, por su investigación sobre los dinosaurios de la Formación Two Medicine en Montana. Sampson también nombró "Taxon B" como el género Einiosaurus en el mismo artículo en el que se describió Achelousaurus. Dijo que los paleontólogos debían ser cautelosos al nombrar nuevos géneros de ceratopsianos porque su variación intraespecífica, es decir, variación dentro de una especie, podría confundirse con diferencias interespecíficas, entre especies. Hasta 1995, solo se había nombrado un nuevo género de dinosaurio centrosaurino desde Pachyrhinosaurus en 1950, concretamente Avaceratops en 1986.  Por lo tanto, Achelousaurus tiene una importancia particular por ser uno de los pocos géneros de ceratópsidos nombrados a fines del siglo XX.
El espécimen holotipo MOR 485 fue recolectado por Hostetter y Ray Rogers del Área de Campo Landslide Butte a unos 40 kilómetros al noroeste de Cut Bank. En 1995, Sampson lo describió como el cráneo parcial de un animal adulto que incluía las protuberancias nasal y supraorbital, región por encima de la cuenca del ojo, protuberancias redondeadas en lugar de cuernos, y los huesos parietales. Además, MOR 485 preserva algunos huesos de la parte posterior y los lados del cráneo, que en 2009 fueron enumerados por Tracy L. Ford como un hueso escamoso derecho , el escamoso izquierdo, ambos maxilares , ambos huesos lagrimales , ambos huesos cuadrados , ambos huesos palatinos , la caja craneana y el hueso basioccipital. En 2015, Leonardo Maiorino informó que, como parte del mismo espécimen, una mandíbula inferior fragmentaria ha sido catalogada como MOR 485-7-12-87-4. Un hueso escamoso derecho de otro individuo adulto fue recuperado del mismo sitio Canyon Bone Bed como MOR 485 y catalogado bajo el mismo número, pero solo se informó en 2010. Otros dos especímenes fueron recolectados en Blacktail Creek, 35 km al sur de Cut Bank y referidos a Achelousaurus por Sampson en 1995. El espécimen MOR 591 es un cráneo parcial y un esqueleto completo en un 60% de un espécimen subadulto que incluye la columna vertebral, la pelvis, el sacro y un fémur.  También incluye mandíbulas inferiores, catalogadas como MOR 591-7-15-89-1. Tanto el cráneo como la mandíbula inferior están casi completos, faltando solo la caja craneana y la región occipital. MOR 591 es más pequeño que el holotipo con una longitud de base del cráneo de aproximadamente 60 centímetros. El espécimen MOR 571 incluye un cráneo parcial y mandíbulas inferiores con costillas y vértebras asociadas de un adulto. El cráneo consta solo de los parietales, y las mandíbulas inferiores se limitan a sus huesos traseros superiores, los surangulares y articulares. Un quinto espécimen es MOR 456.1, un subadulto. Ninguno de los especímenes era de una edad individual avanzada. Según Andrew McDonald y sus colegas, los hallazgos de Achelousaurus representaban individuos individuales, no yacimientos de huesos.

### Posibles hallazgos deAchelousaurus

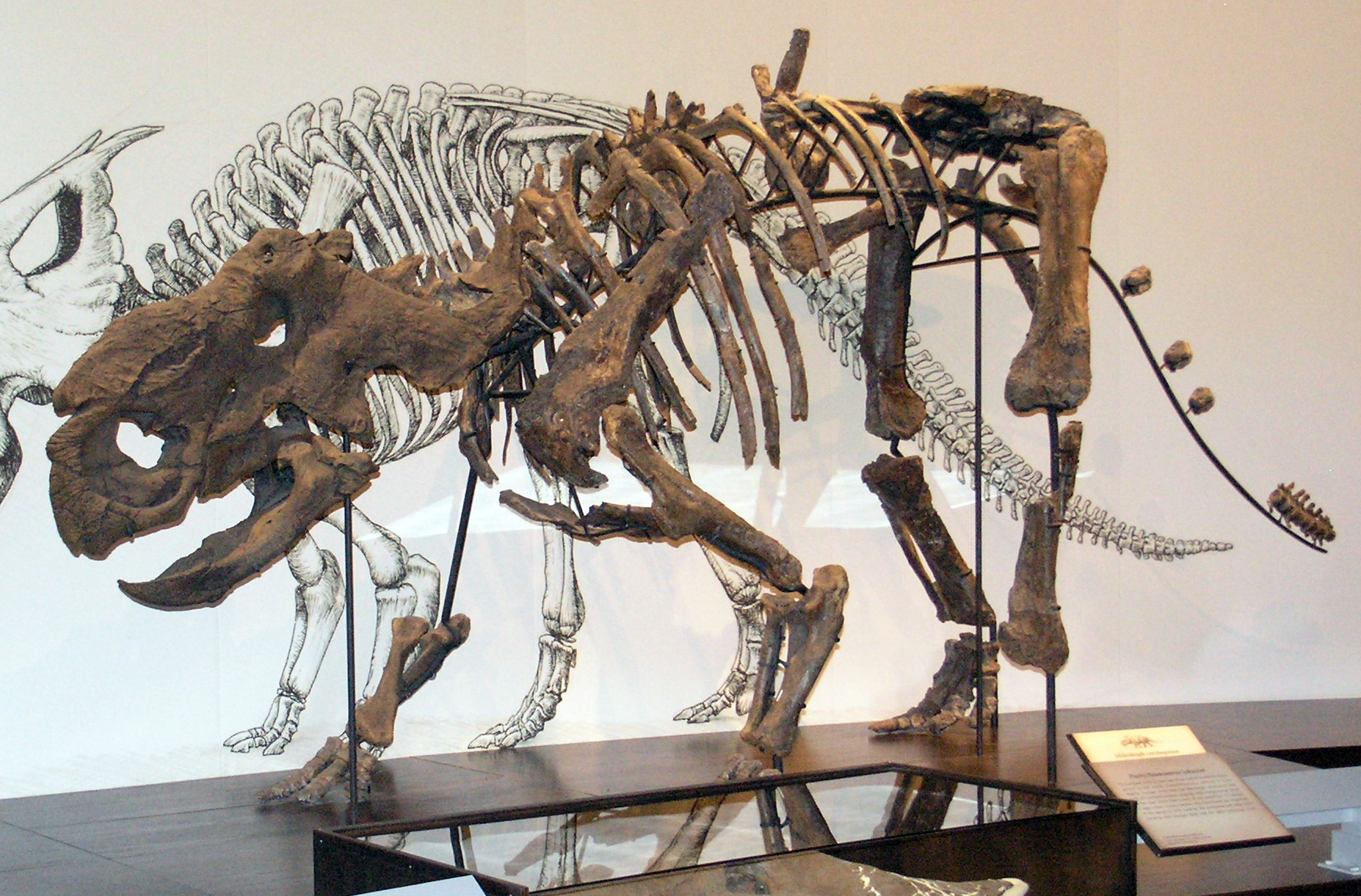
TMP 2002.76.1, que puede ser un espécimen de Achelousaurus, Pachyrhinosaurus o un nuevo taxón, en el Museo Tyrrell.

Además de los fósiles que han sido asignados inequívocamente a Achelousaurus, se ha encontrado otro material cuya identidad es incierta. Un espécimen de ceratópsido centrosaurino con protuberancias de la Formación Dinosaur Park, espécimen TMP 2002.76.1, encontrado en 1996 fue sugerido como perteneciente a un nuevo taxón en 2006, pero en cambio puede pertenecer a Achelousaurus o Pachyrhinosaurus. Dado que le faltan los huesos parietales, que se utilizan para diagnosticar a los centrosaurinos, no es posible asignarlo a ningún género con confianza. En 2006, también se propuso que Monoclonius lowei, una especie dudosa basada en un cráneo, espécimen CMN 8790, de la Formación Dinosaur Park, podría ser un espécimen subadulto de Styracosaurus, Achelousaurus o Einiosaurus, con el que es aproximadamente contemporáneo. Además, algunos especímenes indeterminados de la Formación Two Medicine, como el cráneo fragmentario MOR 464 o el hocico MOR 449, pueden pertenecer a Achelousaurus o a los otros dos ceratópsidos aproximadamente contemporáneos Einiosaurus y Rubeosaurus.

## Clasificación
Reportes tempranos sugieren que Achelousaurus representa un fósil transicional entre los ceratopsianos con cuernos modificados como Einiosaurus, que como A. horneri tenía dos cuernos en el borde superior de la gola, y los derivados sin cuerno, como Pachyrhinosaurus. Mientras que no se puede formar una línea directa de evolutiva, las tres de estas especies están por lo menos estrechamente vinculada, y se las une a menudo en tribu Pachyrhinosaurini, dentro de la subfamilia Centrosaurinae y de la familia Ceratopsidae. En 1995, Sampson colocó formalmente a Achelousaurus en Ceratopsidae , más precisamente en Centrosaurinae. En todos los análisis, Einiosaurus y Achelousaurus son parte del clado Pachyrhinosaurini. Por definición, Achelousaurus es un miembro del clado Pachyrostra, u "hocicos gruesos", en el que está unido con Pachyrhinosaurus. En 2010, Gregory S. Paul asignó a A. horneri al género Centrosaurus, como C. horneri. Esto no ha encontrado aceptación entre otros investigadores, y las evaluaciones taxonómicas posteriores invariablemente mantienen el nombre genérico Achelousaurus.
En 1995, Sampson consideró que no había evidencia suficiente para concluir que Achelousaurus era un descendiente directo de Einiosaurus. A diferencia de Horner, decidió realizar un análisis cladístico para establecer una filogenia. Esto mostró un árbol evolutivo en el que Achelousaurus se dividió entre Einiosaurus y Pachyrhinosaurus , como Horner había predicho. Contrariamente a la afirmación de Horner, Styracosaurus albertensis no podría haber sido un ancestro directo, ya que era una especie hermana de Centrosaurus en el análisis de Sampson.
Estudios posteriores han buscado determinar las relaciones precisas dentro de esta parte del árbol evolutivo, con resultados contradictorios con respecto a la cuestión de si Styracosaurus albertensis o Einiosaurus podrían haber estado en la línea directa de ascenso a Achelousaurus. En 2005, un análisis de Michael Ryan y Anthony Russell encontró que Styracosaurus estaba más estrechamente relacionado con Achelousaurus que con Centrosaurus. Esto fue confirmado por los análisis de Ryan en 2007, Nicholas Longrich en 2010, y Xu et al. en 2010. El mismo año, Horner y Andrew T. McDonald trasladaron a Styracosaurus ovatus a su propio género, Rubeosaurus, encontrándolo una especie hermana de Einiosaurus, mientras que Styracosaurus albertensis fue ubicado nuevamente en la rama Centrosaurus. También asignaron el espécimen MOR 492, la base del "Taxón A", a Rubeosaurus. En 2011, un estudio posterior de Andrew T. McDonald a este respecto replicó el resultado de su anterior, al igual que una publicación de Andre Farke et al. En 2017, JP Wilson y Ryan complicaron aún más el asunto, concluyendo que MOR 492, "Taxón A", no era atribuible a Rubeosaurus y anunciando que se nombraría otro género en su honor. Wilson y sus colegas trasladaron MOR 492 al nuevo género Stellasaurus en 2020, que por lo tanto corresponde al "Taxón A". Su estudio encontró que Rubeosaurus ovatus era la especie hermana de Styracosaurus albertensis y concluyeron que Rubeosaurus era sinónimo de Styracosaurus.
Antes de que se describiera a Achelousaurus, Pachyrhinosaurus canadensis había sido considerado una forma aberrante solitaria entre los centrosaurinos, que se diferenciaba de ellos por sus inusuales protuberancias. Achelousaurus dio contexto evolutivo a la especie canadiense, al tiempo que expandió el rango temporal y geográfico para lo que llegó a ser visto como "paquirrinosaurios".  En todos los análisis, Achelousaurus y Pachyrhinosaurus eran grupos hermanos. En 2008, se nombró otra especie estrechamente relacionada, Pachyrhinosaurus lakustai. En ese estudio, se utilizó el término "paquirrinosaurios" para el clado que consiste en Achelousaurus y Pachyrhinosaurus. Cuando se describió Pachyrhinosaurus perotorum en 2012, se acuñó el nombre de clado Pachyrostra, uniendo los dos géneros; Achelousaurus es el paquirrostre más basal. Los rasgos derivados compartidos, o sinapomorfias,  del grupo son una ornamentación nasal agrandada y un cambio de los cuernos nasales y de la frente en protuberancias. Al final del Campaniano, parece haber habido una tendencia de los paquirrostres a reemplazar a otros centrosaurinos. También en 2012, se nombró al clado Pachyrhinosaurini, que consiste en especies más estrechamente relacionadas con Pachyrhinosaurus o Achelousaurus que con Centrosaurus. Aparte de Einiosaurus y Rubeosaurus , esto incluía a Sinoceratops y Xenoceratops, según un estudio de 2013.

### Filogenia
Los análisis cladísticos se desarrollan gradualmente y reflejan nuevos descubrimientos y perspectivas. Sus resultados se pueden mostrar en un cladograma, con las relaciones encontradas ordenadas en un árbol evolutivo. El cladograma a continuación muestra la posición filogenética de Achelousaurus en un cladograma de Wilson y colegas en 2020.

|  | Medusaceratops lokii                                                                      |
|  |                                                                                           |
|  | \| \| Wendiceratops pinhornensis \| \| \| \| \| \| Sinoceratops zhuchengensis \| \| \| \| |
|  |                                                                                           |
|  | Wendiceratops pinhornensis                                                                |
|  |                                                                                           |
|  | Sinoceratops zhuchengensis                                                                |
|  |                                                                                           |

|  | Wendiceratops pinhornensis |
|  |                            |
|  | Sinoceratops zhuchengensis |
|  |                            |

|  | Medusaceratops lokii                                                                      |
|  |                                                                                           |
|  | \| \| Wendiceratops pinhornensis \| \| \| \| \| \| Sinoceratops zhuchengensis \| \| \| \| |
|  |                                                                                           |
|  | Wendiceratops pinhornensis                                                                |
|  |                                                                                           |
|  | Sinoceratops zhuchengensis                                                                |
|  |                                                                                           |

|  | Wendiceratops pinhornensis |
|  |                            |
|  | Sinoceratops zhuchengensis |
|  |                            |

|  | Machairoceratops cronusi |
|  |                          |
|  | Diabloceratops eatoni    |
|  |                          |

|  | Albertaceratops nesmoi                                                         |
|  |                                                                                |
|  | \| \| Nasutoceratops titusi \| \| \| \| \| \| Avaceratops lammersi \| \| \| \| |
|  |                                                                                |
|  | Nasutoceratops titusi                                                          |
|  |                                                                                |
|  | Avaceratops lammersi                                                           |
|  |                                                                                |

|  | Nasutoceratops titusi |
|  |                       |
|  | Avaceratops lammersi  |
|  |                       |

|  | Machairoceratops cronusi |
|  |                          |
|  | Diabloceratops eatoni    |
|  |                          |

|  | Albertaceratops nesmoi                                                         |
|  |                                                                                |
|  | \| \| Nasutoceratops titusi \| \| \| \| \| \| Avaceratops lammersi \| \| \| \| |
|  |                                                                                |
|  | Nasutoceratops titusi                                                          |
|  |                                                                                |
|  | Avaceratops lammersi                                                           |
|  |                                                                                |

|  | Nasutoceratops titusi |
|  |                       |
|  | Avaceratops lammersi  |
|  |                       |

|  | Medusaceratops lokii                                                                      |
|  |                                                                                           |
|  | \| \| Wendiceratops pinhornensis \| \| \| \| \| \| Sinoceratops zhuchengensis \| \| \| \| |
|  |                                                                                           |
|  | Wendiceratops pinhornensis                                                                |
|  |                                                                                           |
|  | Sinoceratops zhuchengensis                                                                |
|  |                                                                                           |

|  | Wendiceratops pinhornensis |
|  |                            |
|  | Sinoceratops zhuchengensis |
|  |                            |

|  | Medusaceratops lokii                                                                      |
|  |                                                                                           |
|  | \| \| Wendiceratops pinhornensis \| \| \| \| \| \| Sinoceratops zhuchengensis \| \| \| \| |
|  |                                                                                           |
|  | Wendiceratops pinhornensis                                                                |
|  |                                                                                           |
|  | Sinoceratops zhuchengensis                                                                |
|  |                                                                                           |

|  | Wendiceratops pinhornensis |
|  |                            |
|  | Sinoceratops zhuchengensis |
|  |                            |

|  | Machairoceratops cronusi |
|  |                          |
|  | Diabloceratops eatoni    |
|  |                          |

|  | Albertaceratops nesmoi                                                         |
|  |                                                                                |
|  | \| \| Nasutoceratops titusi \| \| \| \| \| \| Avaceratops lammersi \| \| \| \| |
|  |                                                                                |
|  | Nasutoceratops titusi                                                          |
|  |                                                                                |
|  | Avaceratops lammersi                                                           |
|  |                                                                                |

|  | Nasutoceratops titusi |
|  |                       |
|  | Avaceratops lammersi  |
|  |                       |

|  | Machairoceratops cronusi |
|  |                          |
|  | Diabloceratops eatoni    |
|  |                          |

|  | Albertaceratops nesmoi                                                         |
|  |                                                                                |
|  | \| \| Nasutoceratops titusi \| \| \| \| \| \| Avaceratops lammersi \| \| \| \| |
|  |                                                                                |
|  | Nasutoceratops titusi                                                          |
|  |                                                                                |
|  | Avaceratops lammersi                                                           |
|  |                                                                                |

|  | Nasutoceratops titusi |
|  |                       |
|  | Avaceratops lammersi  |
|  |                       |

|  | Spinops sternbergorum                                                           |
|  |                                                                                 |
|  | \| \| Centrosaurus apertus \| \| \| \| \| \| Coronosaurus brinkmani \| \| \| \| |
|  |                                                                                 |
|  | Centrosaurus apertus                                                            |
|  |                                                                                 |
|  | Coronosaurus brinkmani                                                          |
|  |                                                                                 |

|  | Centrosaurus apertus   |
|  |                        |
|  | Coronosaurus brinkmani |
|  |                        |

|  | Rubeosaurus ovatus        |
|  |                           |
|  | Styracosaurus albertensis |
|  |                           |

|  | Pachyrhinosaurus lakustai                                                                  |
|  |                                                                                            |
|  | \| \| Pachyrhinosaurus perotorum \| \| \| \| \| \| Pachyrhinosaurus canadensis \| \| \| \| |
|  |                                                                                            |
|  | Pachyrhinosaurus perotorum                                                                 |
|  |                                                                                            |
|  | Pachyrhinosaurus canadensis                                                                |
|  |                                                                                            |

|  | Pachyrhinosaurus perotorum  |
|  |                             |
|  | Pachyrhinosaurus canadensis |
|  |                             |

|  | Pachyrhinosaurus lakustai                                                                  |
|  |                                                                                            |
|  | \| \| Pachyrhinosaurus perotorum \| \| \| \| \| \| Pachyrhinosaurus canadensis \| \| \| \| |
|  |                                                                                            |
|  | Pachyrhinosaurus perotorum                                                                 |
|  |                                                                                            |
|  | Pachyrhinosaurus canadensis                                                                |
|  |                                                                                            |

|  | Pachyrhinosaurus perotorum  |
|  |                             |
|  | Pachyrhinosaurus canadensis |
|  |                             |

|  | Pachyrhinosaurus lakustai                                                                  |
|  |                                                                                            |
|  | \| \| Pachyrhinosaurus perotorum \| \| \| \| \| \| Pachyrhinosaurus canadensis \| \| \| \| |
|  |                                                                                            |
|  | Pachyrhinosaurus perotorum                                                                 |
|  |                                                                                            |
|  | Pachyrhinosaurus canadensis                                                                |
|  |                                                                                            |

|  | Pachyrhinosaurus perotorum  |
|  |                             |
|  | Pachyrhinosaurus canadensis |
|  |                             |

|  | Pachyrhinosaurus lakustai                                                                  |
|  |                                                                                            |
|  | \| \| Pachyrhinosaurus perotorum \| \| \| \| \| \| Pachyrhinosaurus canadensis \| \| \| \| |
|  |                                                                                            |
|  | Pachyrhinosaurus perotorum                                                                 |
|  |                                                                                            |
|  | Pachyrhinosaurus canadensis                                                                |
|  |                                                                                            |

|  | Pachyrhinosaurus perotorum  |
|  |                             |
|  | Pachyrhinosaurus canadensis |
|  |                             |

|  | Pachyrhinosaurus lakustai                                                                  |
|  |                                                                                            |
|  | \| \| Pachyrhinosaurus perotorum \| \| \| \| \| \| Pachyrhinosaurus canadensis \| \| \| \| |
|  |                                                                                            |
|  | Pachyrhinosaurus perotorum                                                                 |
|  |                                                                                            |
|  | Pachyrhinosaurus canadensis                                                                |
|  |                                                                                            |

|  | Pachyrhinosaurus perotorum  |
|  |                             |
|  | Pachyrhinosaurus canadensis |
|  |                             |

|  | Pachyrhinosaurus lakustai                                                                  |
|  |                                                                                            |
|  | \| \| Pachyrhinosaurus perotorum \| \| \| \| \| \| Pachyrhinosaurus canadensis \| \| \| \| |
|  |                                                                                            |
|  | Pachyrhinosaurus perotorum                                                                 |
|  |                                                                                            |
|  | Pachyrhinosaurus canadensis                                                                |
|  |                                                                                            |

|  | Pachyrhinosaurus perotorum  |
|  |                             |
|  | Pachyrhinosaurus canadensis |
|  |                             |

|  | Pachyrhinosaurus lakustai                                                                  |
|  |                                                                                            |
|  | \| \| Pachyrhinosaurus perotorum \| \| \| \| \| \| Pachyrhinosaurus canadensis \| \| \| \| |
|  |                                                                                            |
|  | Pachyrhinosaurus perotorum                                                                 |
|  |                                                                                            |
|  | Pachyrhinosaurus canadensis                                                                |
|  |                                                                                            |

|  | Pachyrhinosaurus perotorum  |
|  |                             |
|  | Pachyrhinosaurus canadensis |
|  |                             |

|  | Pachyrhinosaurus lakustai                                                                  |
|  |                                                                                            |
|  | \| \| Pachyrhinosaurus perotorum \| \| \| \| \| \| Pachyrhinosaurus canadensis \| \| \| \| |
|  |                                                                                            |
|  | Pachyrhinosaurus perotorum                                                                 |
|  |                                                                                            |
|  | Pachyrhinosaurus canadensis                                                                |
|  |                                                                                            |

|  | Pachyrhinosaurus perotorum  |
|  |                             |
|  | Pachyrhinosaurus canadensis |
|  |                             |

|  | Rubeosaurus ovatus        |
|  |                           |
|  | Styracosaurus albertensis |
|  |                           |

|  | Pachyrhinosaurus lakustai                                                                  |
|  |                                                                                            |
|  | \| \| Pachyrhinosaurus perotorum \| \| \| \| \| \| Pachyrhinosaurus canadensis \| \| \| \| |
|  |                                                                                            |
|  | Pachyrhinosaurus perotorum                                                                 |
|  |                                                                                            |
|  | Pachyrhinosaurus canadensis                                                                |
|  |                                                                                            |

|  | Pachyrhinosaurus perotorum  |
|  |                             |
|  | Pachyrhinosaurus canadensis |
|  |                             |

|  | Pachyrhinosaurus lakustai                                                                  |
|  |                                                                                            |
|  | \| \| Pachyrhinosaurus perotorum \| \| \| \| \| \| Pachyrhinosaurus canadensis \| \| \| \| |
|  |                                                                                            |
|  | Pachyrhinosaurus perotorum                                                                 |
|  |                                                                                            |
|  | Pachyrhinosaurus canadensis                                                                |
|  |                                                                                            |

|  | Pachyrhinosaurus perotorum  |
|  |                             |
|  | Pachyrhinosaurus canadensis |
|  |                             |

|  | Pachyrhinosaurus lakustai                                                                  |
|  |                                                                                            |
|  | \| \| Pachyrhinosaurus perotorum \| \| \| \| \| \| Pachyrhinosaurus canadensis \| \| \| \| |
|  |                                                                                            |
|  | Pachyrhinosaurus perotorum                                                                 |
|  |                                                                                            |
|  | Pachyrhinosaurus canadensis                                                                |
|  |                                                                                            |

|  | Pachyrhinosaurus perotorum  |
|  |                             |
|  | Pachyrhinosaurus canadensis |
|  |                             |

|  | Pachyrhinosaurus lakustai                                                                  |
|  |                                                                                            |
|  | \| \| Pachyrhinosaurus perotorum \| \| \| \| \| \| Pachyrhinosaurus canadensis \| \| \| \| |
|  |                                                                                            |
|  | Pachyrhinosaurus perotorum                                                                 |
|  |                                                                                            |
|  | Pachyrhinosaurus canadensis                                                                |
|  |                                                                                            |

|  | Pachyrhinosaurus perotorum  |
|  |                             |
|  | Pachyrhinosaurus canadensis |
|  |                             |

|  | Pachyrhinosaurus lakustai                                                                  |
|  |                                                                                            |
|  | \| \| Pachyrhinosaurus perotorum \| \| \| \| \| \| Pachyrhinosaurus canadensis \| \| \| \| |
|  |                                                                                            |
|  | Pachyrhinosaurus perotorum                                                                 |
|  |                                                                                            |
|  | Pachyrhinosaurus canadensis                                                                |
|  |                                                                                            |

|  | Pachyrhinosaurus perotorum  |
|  |                             |
|  | Pachyrhinosaurus canadensis |
|  |                             |

|  | Pachyrhinosaurus lakustai                                                                  |
|  |                                                                                            |
|  | \| \| Pachyrhinosaurus perotorum \| \| \| \| \| \| Pachyrhinosaurus canadensis \| \| \| \| |
|  |                                                                                            |
|  | Pachyrhinosaurus perotorum                                                                 |
|  |                                                                                            |
|  | Pachyrhinosaurus canadensis                                                                |
|  |                                                                                            |

|  | Pachyrhinosaurus perotorum  |
|  |                             |
|  | Pachyrhinosaurus canadensis |
|  |                             |

|  | Pachyrhinosaurus lakustai                                                                  |
|  |                                                                                            |
|  | \| \| Pachyrhinosaurus perotorum \| \| \| \| \| \| Pachyrhinosaurus canadensis \| \| \| \| |
|  |                                                                                            |
|  | Pachyrhinosaurus perotorum                                                                 |
|  |                                                                                            |
|  | Pachyrhinosaurus canadensis                                                                |
|  |                                                                                            |

|  | Pachyrhinosaurus perotorum  |
|  |                             |
|  | Pachyrhinosaurus canadensis |
|  |                             |

|  | Pachyrhinosaurus lakustai                                                                  |
|  |                                                                                            |
|  | \| \| Pachyrhinosaurus perotorum \| \| \| \| \| \| Pachyrhinosaurus canadensis \| \| \| \| |
|  |                                                                                            |
|  | Pachyrhinosaurus perotorum                                                                 |
|  |                                                                                            |
|  | Pachyrhinosaurus canadensis                                                                |
|  |                                                                                            |

|  | Pachyrhinosaurus perotorum  |
|  |                             |
|  | Pachyrhinosaurus canadensis |
|  |                             |

|  | Spinops sternbergorum                                                           |
|  |                                                                                 |
|  | \| \| Centrosaurus apertus \| \| \| \| \| \| Coronosaurus brinkmani \| \| \| \| |
|  |                                                                                 |
|  | Centrosaurus apertus                                                            |
|  |                                                                                 |
|  | Coronosaurus brinkmani                                                          |
|  |                                                                                 |

|  | Centrosaurus apertus   |
|  |                        |
|  | Coronosaurus brinkmani |
|  |                        |

|  | Rubeosaurus ovatus        |
|  |                           |
|  | Styracosaurus albertensis |
|  |                           |

|  | Pachyrhinosaurus lakustai                                                                  |
|  |                                                                                            |
|  | \| \| Pachyrhinosaurus perotorum \| \| \| \| \| \| Pachyrhinosaurus canadensis \| \| \| \| |
|  |                                                                                            |
|  | Pachyrhinosaurus perotorum                                                                 |
|  |                                                                                            |
|  | Pachyrhinosaurus canadensis                                                                |
|  |                                                                                            |

|  | Pachyrhinosaurus perotorum  |
|  |                             |
|  | Pachyrhinosaurus canadensis |
|  |                             |

|  | Pachyrhinosaurus lakustai                                                                  |
|  |                                                                                            |
|  | \| \| Pachyrhinosaurus perotorum \| \| \| \| \| \| Pachyrhinosaurus canadensis \| \| \| \| |
|  |                                                                                            |
|  | Pachyrhinosaurus perotorum                                                                 |
|  |                                                                                            |
|  | Pachyrhinosaurus canadensis                                                                |
|  |                                                                                            |

|  | Pachyrhinosaurus perotorum  |
|  |                             |
|  | Pachyrhinosaurus canadensis |
|  |                             |

|  | Pachyrhinosaurus lakustai                                                                  |
|  |                                                                                            |
|  | \| \| Pachyrhinosaurus perotorum \| \| \| \| \| \| Pachyrhinosaurus canadensis \| \| \| \| |
|  |                                                                                            |
|  | Pachyrhinosaurus perotorum                                                                 |
|  |                                                                                            |
|  | Pachyrhinosaurus canadensis                                                                |
|  |                                                                                            |

|  | Pachyrhinosaurus perotorum  |
|  |                             |
|  | Pachyrhinosaurus canadensis |
|  |                             |

|  | Pachyrhinosaurus lakustai                                                                  |
|  |                                                                                            |
|  | \| \| Pachyrhinosaurus perotorum \| \| \| \| \| \| Pachyrhinosaurus canadensis \| \| \| \| |
|  |                                                                                            |
|  | Pachyrhinosaurus perotorum                                                                 |
|  |                                                                                            |
|  | Pachyrhinosaurus canadensis                                                                |
|  |                                                                                            |

|  | Pachyrhinosaurus perotorum  |
|  |                             |
|  | Pachyrhinosaurus canadensis |
|  |                             |

|  | Pachyrhinosaurus lakustai                                                                  |
|  |                                                                                            |
|  | \| \| Pachyrhinosaurus perotorum \| \| \| \| \| \| Pachyrhinosaurus canadensis \| \| \| \| |
|  |                                                                                            |
|  | Pachyrhinosaurus perotorum                                                                 |
|  |                                                                                            |
|  | Pachyrhinosaurus canadensis                                                                |
|  |                                                                                            |

|  | Pachyrhinosaurus perotorum  |
|  |                             |
|  | Pachyrhinosaurus canadensis |
|  |                             |

|  | Pachyrhinosaurus lakustai                                                                  |
|  |                                                                                            |
|  | \| \| Pachyrhinosaurus perotorum \| \| \| \| \| \| Pachyrhinosaurus canadensis \| \| \| \| |
|  |                                                                                            |
|  | Pachyrhinosaurus perotorum                                                                 |
|  |                                                                                            |
|  | Pachyrhinosaurus canadensis                                                                |
|  |                                                                                            |

|  | Pachyrhinosaurus perotorum  |
|  |                             |
|  | Pachyrhinosaurus canadensis |
|  |                             |

|  | Pachyrhinosaurus lakustai                                                                  |
|  |                                                                                            |
|  | \| \| Pachyrhinosaurus perotorum \| \| \| \| \| \| Pachyrhinosaurus canadensis \| \| \| \| |
|  |                                                                                            |
|  | Pachyrhinosaurus perotorum                                                                 |
|  |                                                                                            |
|  | Pachyrhinosaurus canadensis                                                                |
|  |                                                                                            |

|  | Pachyrhinosaurus perotorum  |
|  |                             |
|  | Pachyrhinosaurus canadensis |
|  |                             |

|  | Pachyrhinosaurus lakustai                                                                  |
|  |                                                                                            |
|  | \| \| Pachyrhinosaurus perotorum \| \| \| \| \| \| Pachyrhinosaurus canadensis \| \| \| \| |
|  |                                                                                            |
|  | Pachyrhinosaurus perotorum                                                                 |
|  |                                                                                            |
|  | Pachyrhinosaurus canadensis                                                                |
|  |                                                                                            |

|  | Pachyrhinosaurus perotorum  |
|  |                             |
|  | Pachyrhinosaurus canadensis |
|  |                             |

|  | Rubeosaurus ovatus        |
|  |                           |
|  | Styracosaurus albertensis |
|  |                           |

|  | Pachyrhinosaurus lakustai                                                                  |
|  |                                                                                            |
|  | \| \| Pachyrhinosaurus perotorum \| \| \| \| \| \| Pachyrhinosaurus canadensis \| \| \| \| |
|  |                                                                                            |
|  | Pachyrhinosaurus perotorum                                                                 |
|  |                                                                                            |
|  | Pachyrhinosaurus canadensis                                                                |
|  |                                                                                            |

|  | Pachyrhinosaurus perotorum  |
|  |                             |
|  | Pachyrhinosaurus canadensis |
|  |                             |

|  | Pachyrhinosaurus lakustai                                                                  |
|  |                                                                                            |
|  | \| \| Pachyrhinosaurus perotorum \| \| \| \| \| \| Pachyrhinosaurus canadensis \| \| \| \| |
|  |                                                                                            |
|  | Pachyrhinosaurus perotorum                                                                 |
|  |                                                                                            |
|  | Pachyrhinosaurus canadensis                                                                |
|  |                                                                                            |

|  | Pachyrhinosaurus perotorum  |
|  |                             |
|  | Pachyrhinosaurus canadensis |
|  |                             |

|  | Pachyrhinosaurus lakustai                                                                  |
|  |                                                                                            |
|  | \| \| Pachyrhinosaurus perotorum \| \| \| \| \| \| Pachyrhinosaurus canadensis \| \| \| \| |
|  |                                                                                            |
|  | Pachyrhinosaurus perotorum                                                                 |
|  |                                                                                            |
|  | Pachyrhinosaurus canadensis                                                                |
|  |                                                                                            |

|  | Pachyrhinosaurus perotorum  |
|  |                             |
|  | Pachyrhinosaurus canadensis |
|  |                             |

|  | Pachyrhinosaurus lakustai                                                                  |
|  |                                                                                            |
|  | \| \| Pachyrhinosaurus perotorum \| \| \| \| \| \| Pachyrhinosaurus canadensis \| \| \| \| |
|  |                                                                                            |
|  | Pachyrhinosaurus perotorum                                                                 |
|  |                                                                                            |
|  | Pachyrhinosaurus canadensis                                                                |
|  |                                                                                            |

|  | Pachyrhinosaurus perotorum  |
|  |                             |
|  | Pachyrhinosaurus canadensis |
|  |                             |

|  | Pachyrhinosaurus lakustai                                                                  |
|  |                                                                                            |
|  | \| \| Pachyrhinosaurus perotorum \| \| \| \| \| \| Pachyrhinosaurus canadensis \| \| \| \| |
|  |                                                                                            |
|  | Pachyrhinosaurus perotorum                                                                 |
|  |                                                                                            |
|  | Pachyrhinosaurus canadensis                                                                |
|  |                                                                                            |

|  | Pachyrhinosaurus perotorum  |
|  |                             |
|  | Pachyrhinosaurus canadensis |
|  |                             |

|  | Pachyrhinosaurus lakustai                                                                  |
|  |                                                                                            |
|  | \| \| Pachyrhinosaurus perotorum \| \| \| \| \| \| Pachyrhinosaurus canadensis \| \| \| \| |
|  |                                                                                            |
|  | Pachyrhinosaurus perotorum                                                                 |
|  |                                                                                            |
|  | Pachyrhinosaurus canadensis                                                                |
|  |                                                                                            |

|  | Pachyrhinosaurus perotorum  |
|  |                             |
|  | Pachyrhinosaurus canadensis |
|  |                             |

|  | Pachyrhinosaurus lakustai                                                                  |
|  |                                                                                            |
|  | \| \| Pachyrhinosaurus perotorum \| \| \| \| \| \| Pachyrhinosaurus canadensis \| \| \| \| |
|  |                                                                                            |
|  | Pachyrhinosaurus perotorum                                                                 |
|  |                                                                                            |
|  | Pachyrhinosaurus canadensis                                                                |
|  |                                                                                            |

|  | Pachyrhinosaurus perotorum  |
|  |                             |
|  | Pachyrhinosaurus canadensis |
|  |                             |

|  | Pachyrhinosaurus lakustai                                                                  |
|  |                                                                                            |
|  | \| \| Pachyrhinosaurus perotorum \| \| \| \| \| \| Pachyrhinosaurus canadensis \| \| \| \| |
|  |                                                                                            |
|  | Pachyrhinosaurus perotorum                                                                 |
|  |                                                                                            |
|  | Pachyrhinosaurus canadensis                                                                |
|  |                                                                                            |

|  | Pachyrhinosaurus perotorum  |
|  |                             |
|  | Pachyrhinosaurus canadensis |
|  |                             |

|  | Medusaceratops lokii                                                                      |
|  |                                                                                           |
|  | \| \| Wendiceratops pinhornensis \| \| \| \| \| \| Sinoceratops zhuchengensis \| \| \| \| |
|  |                                                                                           |
|  | Wendiceratops pinhornensis                                                                |
|  |                                                                                           |
|  | Sinoceratops zhuchengensis                                                                |
|  |                                                                                           |

|  | Wendiceratops pinhornensis |
|  |                            |
|  | Sinoceratops zhuchengensis |
|  |                            |

|  | Medusaceratops lokii                                                                      |
|  |                                                                                           |
|  | \| \| Wendiceratops pinhornensis \| \| \| \| \| \| Sinoceratops zhuchengensis \| \| \| \| |
|  |                                                                                           |
|  | Wendiceratops pinhornensis                                                                |
|  |                                                                                           |
|  | Sinoceratops zhuchengensis                                                                |
|  |                                                                                           |

|  | Wendiceratops pinhornensis |
|  |                            |
|  | Sinoceratops zhuchengensis |
|  |                            |

|  | Machairoceratops cronusi |
|  |                          |
|  | Diabloceratops eatoni    |
|  |                          |

|  | Albertaceratops nesmoi                                                         |
|  |                                                                                |
|  | \| \| Nasutoceratops titusi \| \| \| \| \| \| Avaceratops lammersi \| \| \| \| |
|  |                                                                                |
|  | Nasutoceratops titusi                                                          |
|  |                                                                                |
|  | Avaceratops lammersi                                                           |
|  |                                                                                |

|  | Nasutoceratops titusi |
|  |                       |
|  | Avaceratops lammersi  |
|  |                       |

|  | Machairoceratops cronusi |
|  |                          |
|  | Diabloceratops eatoni    |
|  |                          |

|  | Albertaceratops nesmoi                                                         |
|  |                                                                                |
|  | \| \| Nasutoceratops titusi \| \| \| \| \| \| Avaceratops lammersi \| \| \| \| |
|  |                                                                                |
|  | Nasutoceratops titusi                                                          |
|  |                                                                                |
|  | Avaceratops lammersi                                                           |
|  |                                                                                |

|  | Nasutoceratops titusi |
|  |                       |
|  | Avaceratops lammersi  |
|  |                       |

|  | Medusaceratops lokii                                                                      |
|  |                                                                                           |
|  | \| \| Wendiceratops pinhornensis \| \| \| \| \| \| Sinoceratops zhuchengensis \| \| \| \| |
|  |                                                                                           |
|  | Wendiceratops pinhornensis                                                                |
|  |                                                                                           |
|  | Sinoceratops zhuchengensis                                                                |
|  |                                                                                           |

|  | Wendiceratops pinhornensis |
|  |                            |
|  | Sinoceratops zhuchengensis |
|  |                            |

|  | Medusaceratops lokii                                                                      |
|  |                                                                                           |
|  | \| \| Wendiceratops pinhornensis \| \| \| \| \| \| Sinoceratops zhuchengensis \| \| \| \| |
|  |                                                                                           |
|  | Wendiceratops pinhornensis                                                                |
|  |                                                                                           |
|  | Sinoceratops zhuchengensis                                                                |
|  |                                                                                           |

|  | Wendiceratops pinhornensis |
|  |                            |
|  | Sinoceratops zhuchengensis |
|  |                            |

|  | Machairoceratops cronusi |
|  |                          |
|  | Diabloceratops eatoni    |
|  |                          |

|  | Albertaceratops nesmoi                                                         |
|  |                                                                                |
|  | \| \| Nasutoceratops titusi \| \| \| \| \| \| Avaceratops lammersi \| \| \| \| |
|  |                                                                                |
|  | Nasutoceratops titusi                                                          |
|  |                                                                                |
|  | Avaceratops lammersi                                                           |
|  |                                                                                |

|  | Nasutoceratops titusi |
|  |                       |
|  | Avaceratops lammersi  |
|  |                       |

|  | Machairoceratops cronusi |
|  |                          |
|  | Diabloceratops eatoni    |
|  |                          |

|  | Albertaceratops nesmoi                                                         |
|  |                                                                                |
|  | \| \| Nasutoceratops titusi \| \| \| \| \| \| Avaceratops lammersi \| \| \| \| |
|  |                                                                                |
|  | Nasutoceratops titusi                                                          |
|  |                                                                                |
|  | Avaceratops lammersi                                                           |
|  |                                                                                |

|  | Nasutoceratops titusi |
|  |                       |
|  | Avaceratops lammersi  |
|  |                       |

|  | Spinops sternbergorum                                                           |
|  |                                                                                 |
|  | \| \| Centrosaurus apertus \| \| \| \| \| \| Coronosaurus brinkmani \| \| \| \| |
|  |                                                                                 |
|  | Centrosaurus apertus                                                            |
|  |                                                                                 |
|  | Coronosaurus brinkmani                                                          |
|  |                                                                                 |

|  | Centrosaurus apertus   |
|  |                        |
|  | Coronosaurus brinkmani |
|  |                        |

|  | Rubeosaurus ovatus        |
|  |                           |
|  | Styracosaurus albertensis |
|  |                           |

|  | Pachyrhinosaurus lakustai                                                                  |
|  |                                                                                            |
|  | \| \| Pachyrhinosaurus perotorum \| \| \| \| \| \| Pachyrhinosaurus canadensis \| \| \| \| |
|  |                                                                                            |
|  | Pachyrhinosaurus perotorum                                                                 |
|  |                                                                                            |
|  | Pachyrhinosaurus canadensis                                                                |
|  |                                                                                            |

|  | Pachyrhinosaurus perotorum  |
|  |                             |
|  | Pachyrhinosaurus canadensis |
|  |                             |

|  | Pachyrhinosaurus lakustai                                                                  |
|  |                                                                                            |
|  | \| \| Pachyrhinosaurus perotorum \| \| \| \| \| \| Pachyrhinosaurus canadensis \| \| \| \| |
|  |                                                                                            |
|  | Pachyrhinosaurus perotorum                                                                 |
|  |                                                                                            |
|  | Pachyrhinosaurus canadensis                                                                |
|  |                                                                                            |

|  | Pachyrhinosaurus perotorum  |
|  |                             |
|  | Pachyrhinosaurus canadensis |
|  |                             |

|  | Pachyrhinosaurus lakustai                                                                  |
|  |                                                                                            |
|  | \| \| Pachyrhinosaurus perotorum \| \| \| \| \| \| Pachyrhinosaurus canadensis \| \| \| \| |
|  |                                                                                            |
|  | Pachyrhinosaurus perotorum                                                                 |
|  |                                                                                            |
|  | Pachyrhinosaurus canadensis                                                                |
|  |                                                                                            |

|  | Pachyrhinosaurus perotorum  |
|  |                             |
|  | Pachyrhinosaurus canadensis |
|  |                             |

|  | Pachyrhinosaurus lakustai                                                                  |
|  |                                                                                            |
|  | \| \| Pachyrhinosaurus perotorum \| \| \| \| \| \| Pachyrhinosaurus canadensis \| \| \| \| |
|  |                                                                                            |
|  | Pachyrhinosaurus perotorum                                                                 |
|  |                                                                                            |
|  | Pachyrhinosaurus canadensis                                                                |
|  |                                                                                            |

|  | Pachyrhinosaurus perotorum  |
|  |                             |
|  | Pachyrhinosaurus canadensis |
|  |                             |

|  | Pachyrhinosaurus lakustai                                                                  |
|  |                                                                                            |
|  | \| \| Pachyrhinosaurus perotorum \| \| \| \| \| \| Pachyrhinosaurus canadensis \| \| \| \| |
|  |                                                                                            |
|  | Pachyrhinosaurus perotorum                                                                 |
|  |                                                                                            |
|  | Pachyrhinosaurus canadensis                                                                |
|  |                                                                                            |

|  | Pachyrhinosaurus perotorum  |
|  |                             |
|  | Pachyrhinosaurus canadensis |
|  |                             |

|  | Pachyrhinosaurus lakustai                                                                  |
|  |                                                                                            |
|  | \| \| Pachyrhinosaurus perotorum \| \| \| \| \| \| Pachyrhinosaurus canadensis \| \| \| \| |
|  |                                                                                            |
|  | Pachyrhinosaurus perotorum                                                                 |
|  |                                                                                            |
|  | Pachyrhinosaurus canadensis                                                                |
|  |                                                                                            |

|  | Pachyrhinosaurus perotorum  |
|  |                             |
|  | Pachyrhinosaurus canadensis |
|  |                             |

|  | Pachyrhinosaurus lakustai                                                                  |
|  |                                                                                            |
|  | \| \| Pachyrhinosaurus perotorum \| \| \| \| \| \| Pachyrhinosaurus canadensis \| \| \| \| |
|  |                                                                                            |
|  | Pachyrhinosaurus perotorum                                                                 |
|  |                                                                                            |
|  | Pachyrhinosaurus canadensis                                                                |
|  |                                                                                            |

|  | Pachyrhinosaurus perotorum  |
|  |                             |
|  | Pachyrhinosaurus canadensis |
|  |                             |

|  | Pachyrhinosaurus lakustai                                                                  |
|  |                                                                                            |
|  | \| \| Pachyrhinosaurus perotorum \| \| \| \| \| \| Pachyrhinosaurus canadensis \| \| \| \| |
|  |                                                                                            |
|  | Pachyrhinosaurus perotorum                                                                 |
|  |                                                                                            |
|  | Pachyrhinosaurus canadensis                                                                |
|  |                                                                                            |

|  | Pachyrhinosaurus perotorum  |
|  |                             |
|  | Pachyrhinosaurus canadensis |
|  |                             |

|  | Rubeosaurus ovatus        |
|  |                           |
|  | Styracosaurus albertensis |
|  |                           |

|  | Pachyrhinosaurus lakustai                                                                  |
|  |                                                                                            |
|  | \| \| Pachyrhinosaurus perotorum \| \| \| \| \| \| Pachyrhinosaurus canadensis \| \| \| \| |
|  |                                                                                            |
|  | Pachyrhinosaurus perotorum                                                                 |
|  |                                                                                            |
|  | Pachyrhinosaurus canadensis                                                                |
|  |                                                                                            |

|  | Pachyrhinosaurus perotorum  |
|  |                             |
|  | Pachyrhinosaurus canadensis |
|  |                             |

|  | Pachyrhinosaurus lakustai                                                                  |
|  |                                                                                            |
|  | \| \| Pachyrhinosaurus perotorum \| \| \| \| \| \| Pachyrhinosaurus canadensis \| \| \| \| |
|  |                                                                                            |
|  | Pachyrhinosaurus perotorum                                                                 |
|  |                                                                                            |
|  | Pachyrhinosaurus canadensis                                                                |
|  |                                                                                            |

|  | Pachyrhinosaurus perotorum  |
|  |                             |
|  | Pachyrhinosaurus canadensis |
|  |                             |

|  | Pachyrhinosaurus lakustai                                                                  |
|  |                                                                                            |
|  | \| \| Pachyrhinosaurus perotorum \| \| \| \| \| \| Pachyrhinosaurus canadensis \| \| \| \| |
|  |                                                                                            |
|  | Pachyrhinosaurus perotorum                                                                 |
|  |                                                                                            |
|  | Pachyrhinosaurus canadensis                                                                |
|  |                                                                                            |

|  | Pachyrhinosaurus perotorum  |
|  |                             |
|  | Pachyrhinosaurus canadensis |
|  |                             |

|  | Pachyrhinosaurus lakustai                                                                  |
|  |                                                                                            |
|  | \| \| Pachyrhinosaurus perotorum \| \| \| \| \| \| Pachyrhinosaurus canadensis \| \| \| \| |
|  |                                                                                            |
|  | Pachyrhinosaurus perotorum                                                                 |
|  |                                                                                            |
|  | Pachyrhinosaurus canadensis                                                                |
|  |                                                                                            |

|  | Pachyrhinosaurus perotorum  |
|  |                             |
|  | Pachyrhinosaurus canadensis |
|  |                             |

|  | Pachyrhinosaurus lakustai                                                                  |
|  |                                                                                            |
|  | \| \| Pachyrhinosaurus perotorum \| \| \| \| \| \| Pachyrhinosaurus canadensis \| \| \| \| |
|  |                                                                                            |
|  | Pachyrhinosaurus perotorum                                                                 |
|  |                                                                                            |
|  | Pachyrhinosaurus canadensis                                                                |
|  |                                                                                            |

|  | Pachyrhinosaurus perotorum  |
|  |                             |
|  | Pachyrhinosaurus canadensis |
|  |                             |

|  | Pachyrhinosaurus lakustai                                                                  |
|  |                                                                                            |
|  | \| \| Pachyrhinosaurus perotorum \| \| \| \| \| \| Pachyrhinosaurus canadensis \| \| \| \| |
|  |                                                                                            |
|  | Pachyrhinosaurus perotorum                                                                 |
|  |                                                                                            |
|  | Pachyrhinosaurus canadensis                                                                |
|  |                                                                                            |

|  | Pachyrhinosaurus perotorum  |
|  |                             |
|  | Pachyrhinosaurus canadensis |
|  |                             |

|  | Pachyrhinosaurus lakustai                                                                  |
|  |                                                                                            |
|  | \| \| Pachyrhinosaurus perotorum \| \| \| \| \| \| Pachyrhinosaurus canadensis \| \| \| \| |
|  |                                                                                            |
|  | Pachyrhinosaurus perotorum                                                                 |
|  |                                                                                            |
|  | Pachyrhinosaurus canadensis                                                                |
|  |                                                                                            |

|  | Pachyrhinosaurus perotorum  |
|  |                             |
|  | Pachyrhinosaurus canadensis |
|  |                             |

|  | Pachyrhinosaurus lakustai                                                                  |
|  |                                                                                            |
|  | \| \| Pachyrhinosaurus perotorum \| \| \| \| \| \| Pachyrhinosaurus canadensis \| \| \| \| |
|  |                                                                                            |
|  | Pachyrhinosaurus perotorum                                                                 |
|  |                                                                                            |
|  | Pachyrhinosaurus canadensis                                                                |
|  |                                                                                            |

|  | Pachyrhinosaurus perotorum  |
|  |                             |
|  | Pachyrhinosaurus canadensis |
|  |                             |

|  | Spinops sternbergorum                                                           |
|  |                                                                                 |
|  | \| \| Centrosaurus apertus \| \| \| \| \| \| Coronosaurus brinkmani \| \| \| \| |
|  |                                                                                 |
|  | Centrosaurus apertus                                                            |
|  |                                                                                 |
|  | Coronosaurus brinkmani                                                          |
|  |                                                                                 |

|  | Centrosaurus apertus   |
|  |                        |
|  | Coronosaurus brinkmani |
|  |                        |

|  | Rubeosaurus ovatus        |
|  |                           |
|  | Styracosaurus albertensis |
|  |                           |

|  | Pachyrhinosaurus lakustai                                                                  |
|  |                                                                                            |
|  | \| \| Pachyrhinosaurus perotorum \| \| \| \| \| \| Pachyrhinosaurus canadensis \| \| \| \| |
|  |                                                                                            |
|  | Pachyrhinosaurus perotorum                                                                 |
|  |                                                                                            |
|  | Pachyrhinosaurus canadensis                                                                |
|  |                                                                                            |

|  | Pachyrhinosaurus perotorum  |
|  |                             |
|  | Pachyrhinosaurus canadensis |
|  |                             |

|  | Pachyrhinosaurus lakustai                                                                  |
|  |                                                                                            |
|  | \| \| Pachyrhinosaurus perotorum \| \| \| \| \| \| Pachyrhinosaurus canadensis \| \| \| \| |
|  |                                                                                            |
|  | Pachyrhinosaurus perotorum                                                                 |
|  |                                                                                            |
|  | Pachyrhinosaurus canadensis                                                                |
|  |                                                                                            |

|  | Pachyrhinosaurus perotorum  |
|  |                             |
|  | Pachyrhinosaurus canadensis |
|  |                             |

|  | Pachyrhinosaurus lakustai                                                                  |
|  |                                                                                            |
|  | \| \| Pachyrhinosaurus perotorum \| \| \| \| \| \| Pachyrhinosaurus canadensis \| \| \| \| |
|  |                                                                                            |
|  | Pachyrhinosaurus perotorum                                                                 |
|  |                                                                                            |
|  | Pachyrhinosaurus canadensis                                                                |
|  |                                                                                            |

|  | Pachyrhinosaurus perotorum  |
|  |                             |
|  | Pachyrhinosaurus canadensis |
|  |                             |

|  | Pachyrhinosaurus lakustai                                                                  |
|  |                                                                                            |
|  | \| \| Pachyrhinosaurus perotorum \| \| \| \| \| \| Pachyrhinosaurus canadensis \| \| \| \| |
|  |                                                                                            |
|  | Pachyrhinosaurus perotorum                                                                 |
|  |                                                                                            |
|  | Pachyrhinosaurus canadensis                                                                |
|  |                                                                                            |

|  | Pachyrhinosaurus perotorum  |
|  |                             |
|  | Pachyrhinosaurus canadensis |
|  |                             |

|  | Pachyrhinosaurus lakustai                                                                  |
|  |                                                                                            |
|  | \| \| Pachyrhinosaurus perotorum \| \| \| \| \| \| Pachyrhinosaurus canadensis \| \| \| \| |
|  |                                                                                            |
|  | Pachyrhinosaurus perotorum                                                                 |
|  |                                                                                            |
|  | Pachyrhinosaurus canadensis                                                                |
|  |                                                                                            |

|  | Pachyrhinosaurus perotorum  |
|  |                             |
|  | Pachyrhinosaurus canadensis |
|  |                             |

|  | Pachyrhinosaurus lakustai                                                                  |
|  |                                                                                            |
|  | \| \| Pachyrhinosaurus perotorum \| \| \| \| \| \| Pachyrhinosaurus canadensis \| \| \| \| |
|  |                                                                                            |
|  | Pachyrhinosaurus perotorum                                                                 |
|  |                                                                                            |
|  | Pachyrhinosaurus canadensis                                                                |
|  |                                                                                            |

|  | Pachyrhinosaurus perotorum  |
|  |                             |
|  | Pachyrhinosaurus canadensis |
|  |                             |

|  | Pachyrhinosaurus lakustai                                                                  |
|  |                                                                                            |
|  | \| \| Pachyrhinosaurus perotorum \| \| \| \| \| \| Pachyrhinosaurus canadensis \| \| \| \| |
|  |                                                                                            |
|  | Pachyrhinosaurus perotorum                                                                 |
|  |                                                                                            |
|  | Pachyrhinosaurus canadensis                                                                |
|  |                                                                                            |

|  | Pachyrhinosaurus perotorum  |
|  |                             |
|  | Pachyrhinosaurus canadensis |
|  |                             |

|  | Pachyrhinosaurus lakustai                                                                  |
|  |                                                                                            |
|  | \| \| Pachyrhinosaurus perotorum \| \| \| \| \| \| Pachyrhinosaurus canadensis \| \| \| \| |
|  |                                                                                            |
|  | Pachyrhinosaurus perotorum                                                                 |
|  |                                                                                            |
|  | Pachyrhinosaurus canadensis                                                                |
|  |                                                                                            |

|  | Pachyrhinosaurus perotorum  |
|  |                             |
|  | Pachyrhinosaurus canadensis |
|  |                             |

|  | Rubeosaurus ovatus        |
|  |                           |
|  | Styracosaurus albertensis |
|  |                           |

|  | Pachyrhinosaurus lakustai                                                                  |
|  |                                                                                            |
|  | \| \| Pachyrhinosaurus perotorum \| \| \| \| \| \| Pachyrhinosaurus canadensis \| \| \| \| |
|  |                                                                                            |
|  | Pachyrhinosaurus perotorum                                                                 |
|  |                                                                                            |
|  | Pachyrhinosaurus canadensis                                                                |
|  |                                                                                            |

|  | Pachyrhinosaurus perotorum  |
|  |                             |
|  | Pachyrhinosaurus canadensis |
|  |                             |

|  | Pachyrhinosaurus lakustai                                                                  |
|  |                                                                                            |
|  | \| \| Pachyrhinosaurus perotorum \| \| \| \| \| \| Pachyrhinosaurus canadensis \| \| \| \| |
|  |                                                                                            |
|  | Pachyrhinosaurus perotorum                                                                 |
|  |                                                                                            |
|  | Pachyrhinosaurus canadensis                                                                |
|  |                                                                                            |

|  | Pachyrhinosaurus perotorum  |
|  |                             |
|  | Pachyrhinosaurus canadensis |
|  |                             |

|  | Pachyrhinosaurus lakustai                                                                  |
|  |                                                                                            |
|  | \| \| Pachyrhinosaurus perotorum \| \| \| \| \| \| Pachyrhinosaurus canadensis \| \| \| \| |
|  |                                                                                            |
|  | Pachyrhinosaurus perotorum                                                                 |
|  |                                                                                            |
|  | Pachyrhinosaurus canadensis                                                                |
|  |                                                                                            |

|  | Pachyrhinosaurus perotorum  |
|  |                             |
|  | Pachyrhinosaurus canadensis |
|  |                             |

|  | Pachyrhinosaurus lakustai                                                                  |
|  |                                                                                            |
|  | \| \| Pachyrhinosaurus perotorum \| \| \| \| \| \| Pachyrhinosaurus canadensis \| \| \| \| |
|  |                                                                                            |
|  | Pachyrhinosaurus perotorum                                                                 |
|  |                                                                                            |
|  | Pachyrhinosaurus canadensis                                                                |
|  |                                                                                            |

|  | Pachyrhinosaurus perotorum  |
|  |                             |
|  | Pachyrhinosaurus canadensis |
|  |                             |

|  | Pachyrhinosaurus lakustai                                                                  |
|  |                                                                                            |
|  | \| \| Pachyrhinosaurus perotorum \| \| \| \| \| \| Pachyrhinosaurus canadensis \| \| \| \| |
|  |                                                                                            |
|  | Pachyrhinosaurus perotorum                                                                 |
|  |                                                                                            |
|  | Pachyrhinosaurus canadensis                                                                |
|  |                                                                                            |

|  | Pachyrhinosaurus perotorum  |
|  |                             |
|  | Pachyrhinosaurus canadensis |
|  |                             |

|  | Pachyrhinosaurus lakustai                                                                  |
|  |                                                                                            |
|  | \| \| Pachyrhinosaurus perotorum \| \| \| \| \| \| Pachyrhinosaurus canadensis \| \| \| \| |
|  |                                                                                            |
|  | Pachyrhinosaurus perotorum                                                                 |
|  |                                                                                            |
|  | Pachyrhinosaurus canadensis                                                                |
|  |                                                                                            |

|  | Pachyrhinosaurus perotorum  |
|  |                             |
|  | Pachyrhinosaurus canadensis |
|  |                             |

|  | Pachyrhinosaurus lakustai                                                                  |
|  |                                                                                            |
|  | \| \| Pachyrhinosaurus perotorum \| \| \| \| \| \| Pachyrhinosaurus canadensis \| \| \| \| |
|  |                                                                                            |
|  | Pachyrhinosaurus perotorum                                                                 |
|  |                                                                                            |
|  | Pachyrhinosaurus canadensis                                                                |
|  |                                                                                            |

|  | Pachyrhinosaurus perotorum  |
|  |                             |
|  | Pachyrhinosaurus canadensis |
|  |                             |

|  | Pachyrhinosaurus lakustai                                                                  |
|  |                                                                                            |
|  | \| \| Pachyrhinosaurus perotorum \| \| \| \| \| \| Pachyrhinosaurus canadensis \| \| \| \| |
|  |                                                                                            |
|  | Pachyrhinosaurus perotorum                                                                 |
|  |                                                                                            |
|  | Pachyrhinosaurus canadensis                                                                |
|  |                                                                                            |

|  | Pachyrhinosaurus perotorum  |
|  |                             |
|  | Pachyrhinosaurus canadensis |
|  |                             |

## Paleobiología

### Evolución

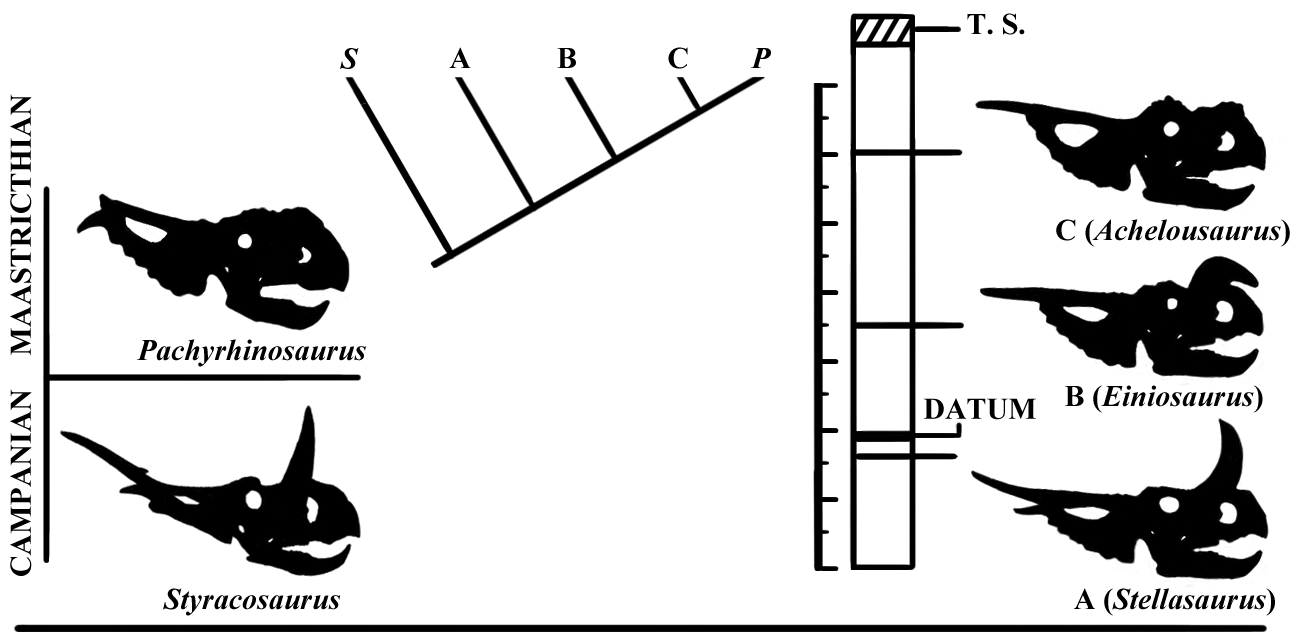
Diagrama que muestra el linaje evolutivo propuesto por Horner et al. en 1992.

En 1992, el estudio de Horner et al. intentó explicar el hecho de que en un período geológico limitado, alrededor de medio millón de años, se había producido una rápida sucesión de comunidades animales en la parte superior de la Formación Two Medicine. Normalmente, esto se interpretaría como una serie de invasiones, con los nuevos tipos animales reemplazando a los antiguos. Pero Horner notó que las formas más nuevas a menudo tenían una fuerte similitud con los tipos anteriores. Esto le sugirió que había descubierto una rara prueba de evolución en acción. La fauna posterior era básicamente la antigua pero en una etapa más derivada. Los diversos tipos encontrados no eran especies distintas sino formas de transición desarrolladas dentro de un proceso de anagénesis. Esto se ajustaba a la suposición, prevaleciente en ese momento, de que una especie debería durar alrededor de dos a tres millones de años. Otra indicación, según Horner, fue el fracaso en la identificación de verdaderas autapomorfias, rasgos únicos que prueban que un taxón es una especie separada. Los fósiles, en cambio, mostraban un cambio gradual desde caracteres basales a caracteres más derivados.

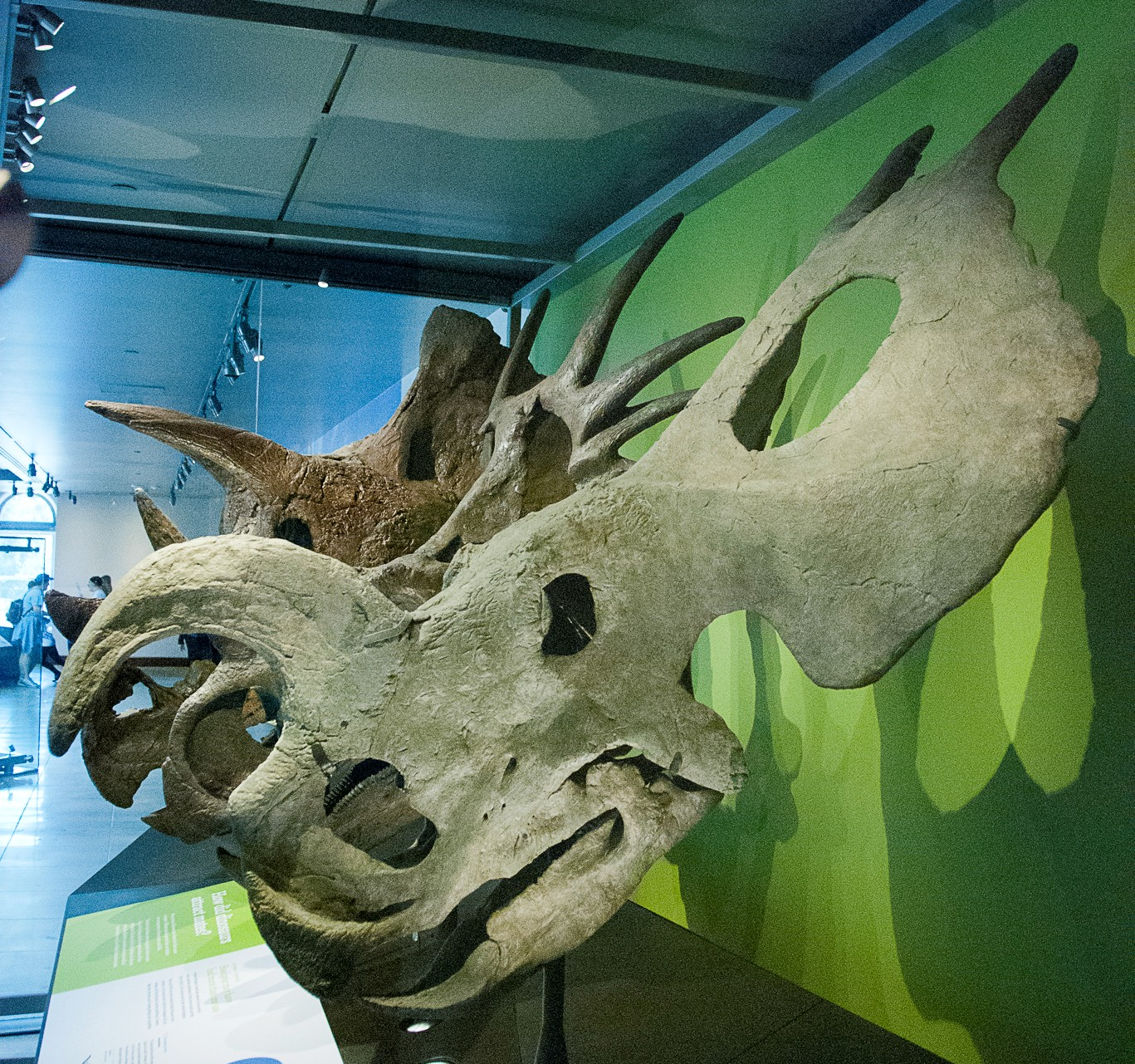
Cráneo reconstruido de Einiosaurus, el antepasado directo de Achelousaurus según Horner, en el Museo de Historia Natural del Condado de Los Ángeles

Los dinosaurios con cuernos descubiertos por Horner ejemplifican este fenómeno. En las capas más bajas de la Formación Two Medicine, 60 metros por debajo de la Formación Bearpaw superpuesta, estaba presente el "Taxón A". Parecía ser idéntico a Styracosaurus albertensis, diferenciándose de él solo en la posesión de un solo par de púas parietales. Las capas intermedias, 45 metros por debajo de Bearpaw, contenían el "Taxón B" que también tenía un solo par de púas pero se diferenciaba en la forma de su cuerno nasal que se curvaba hacia el frente sobre las ramas anteriores de los huesos nasales. En los estratos superiores, 20 metros por debajo de Bearpaw, se había excavado el "Taxón C". También tenía un par de púas, pero ahora el cuerno nasal estaba fusionado con las ramas delanteras. La superficie superior del cuerno estaba elevada y muy áspera. Los cuernos orbitales mostraban crestas gruesas. Posteriormente, el "Taxón A" fue nombrado Stellasaurus, "Taxón B" se convirtió en Einiosaurus, mientras que "Taxón C" se convirtió en Achelousaurus. En 1992, Horner et al. no nombraron a estos como especies por la razón explícita de que toda la secuencia evolutiva fue vista como representando un grado de ceratopsianos de transición entre Styracosaurus albertensis, conocido de la Formación Judith River , y el derivado Pachyrhinosaurus sin cuernos de la Formación Horseshoe Canyon, que tenía el par de púas y protuberancias en la nariz y sobre los ojos, así como ornamentación adicional en los volantes. En 1997, Horner se refirió a los tres taxones como "centrosaurino 1.", "centrosaurino 2." y "centrosaurino 3."
Horner pensó que había encontrado el mecanismo que impulsaba esta evolución, y elaboró ideas que había desarrollado incluso antes de haber investigado Landslide Butte. Los animales vivían en una franja estrecha en la costa este de Laramidia, bordeando la vía marítima interior occidental y limitada al oeste por las proto-montañas Rocosas de 3 a 4 kilómetros de altura. Durante la transgresión de Bearpaw, los niveles del mar aumentaron, reduciendo constantemente el ancho de su hábitat costero de aproximadamente 300 kilómetros a 30 kilómetros. Esto condujo a presiones selectivas más fuertes, la más severa para Achelousaurus que vivió durante la fase en que la franja costera estaba en su punto más estrecho. El menor número de individuos que el hábitat más pequeño podría haber sostenido constituyó un cuello de botella poblacional, lo que hizo posible una rápida evolución. El aumento de la selección sexual habría inducido cambios en la ornamentación sexual, como púas, cuernos y protuberancias. Por otra parte, un menor estrés ambiental debido a los niveles más bajos del mar se caracterizaría por la radiación adaptativa. El hecho de que la selección sexual hubiera sido el mecanismo principal lo demostraría el hecho de que los individuos jóvenes de las tres poblaciones eran muy similares. Todos tenían dos púas en forma de volante, un pequeño cuerno nasal que apuntaba hacia el frente y cuernos orbitales en forma de protuberancias ligeramente elevadas. Solo en la fase adulta comenzaron a diferir. Según Horner, esto también demostró que las poblaciones estaban muy estrechamente relacionadas.

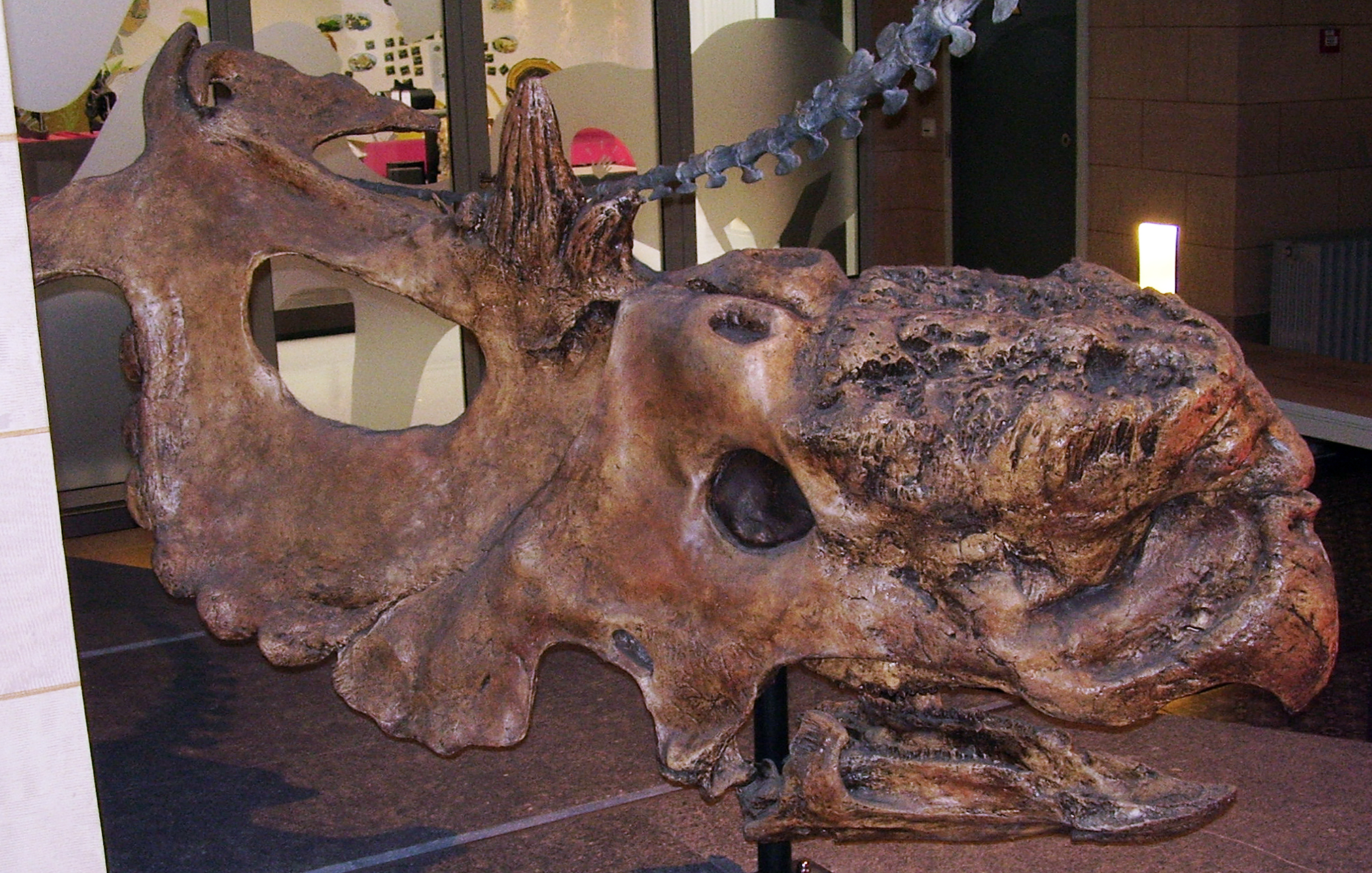
Molde de cráneo de Pachyrhinosaurus, un descendiente de Achelousaurus según Horner, en el Museo de Ciencias Naturales de Bélgica.

Horner no realizó un análisis cladístico exacto para determinar la relación entre las tres poblaciones. Tal análisis calcula qué árbol evolutivo implica el menor número de cambios evolutivos y, por lo tanto, es el más probable. Supuso que esto daría como resultado un árbol en el que los tipos eran ramas sucesivas. Tal árbol, como consecuencia del método utilizado, nunca mostraría una relación directa entre ancestros y descendientes. Muchos científicos creían que tal relación nunca podría probarse de todos modos. Horner no estaba de acuerdo: veía los cambios morfológicos graduales como una prueba clara de que, en este caso, la evolución de un taxón en otro, sin una división de las poblaciones, podía observarse directamente. Los evolucionistas en general dudarían demasiado en reconocer esto. Tal transición se llama anagénesis, postuló que, si no se podía probar lo opuesto, la cladogénesis, un científico era libre de asumir un proceso anagenético.
Basándose en datos revisados, Sampson estimó en 1995 que las capas investigadas representaban un período de tiempo más largo que los 500.000 años inicialmente asumidos. Después de la deposición de la cantera de Brachyceratops de Gilmore, habrían pasado 860.000 años, y después de los yacimientos de Einiosaurus 640.000 años, hasta la extensión máxima de la transgresión de Bearpaw. No adoptó la hipótesis de anagénesis de Horner, pero asumió que tuvo lugar la especiación, con la división de las poblaciones. Estos intervalos de tiempo fueron lo suficientemente cortos como para indicar que la tasa de especiación debe haber sido alta, lo que podría haber sido cierto para todos los centrosaurinos del Campaniense tardío.

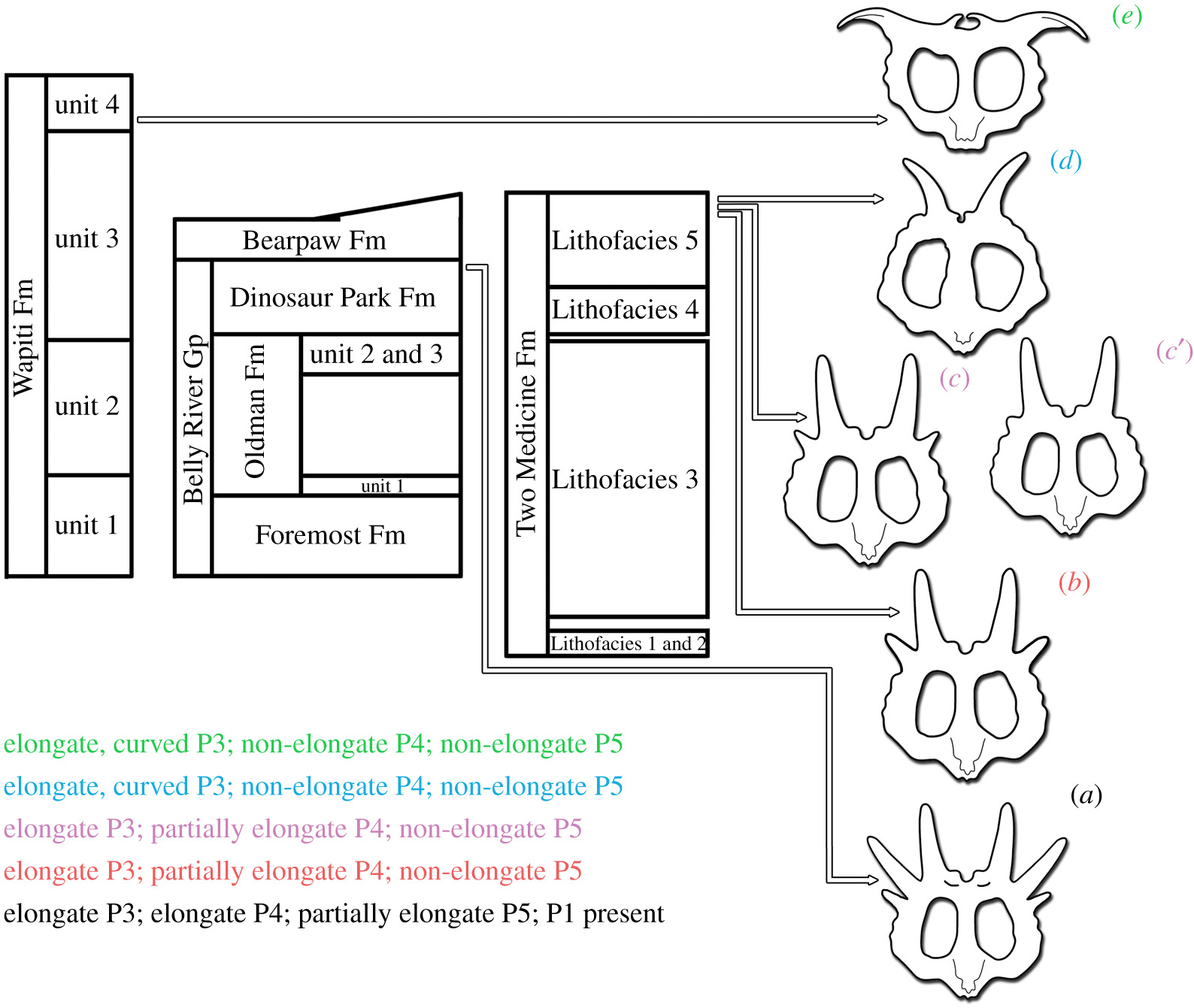
Relación estratigráfica y temporal de taxones que se supone que representan un linaje anagenético según Wilson et al., 2020

En 1996, Dodson planteó dos objeciones a la hipótesis de Horner. En primer lugar, la posesión de un solo par de espinas principales parecía más basal que la presencia de tres pares, como en el caso de Styracosaurus albertensis. Esto le sugería que el linaje Einiosaurus-Achelousaurus era una rama separada dentro de los Centrosaurinae. En segundo lugar, le preocupaba que Einiosaurus y Achelousaurus fueran un caso de dimorfismo sexual, siendo un tipo los machos y el otro las hembras. Esto sería sugerido por el corto intervalo de tiempo geológico entre las capas en las que se habían encontrado sus fósiles, que él estimó en unos 250.000 años. Pero si la hipótesis fuera cierta, sería quizás el mejor ejemplo de evolución rápida en Dinosauria.
En 2010, Horner admitió que el espécimen TMP 2002.76.1 parecía indicar que Achelousaurus no descendía de Einiosaurus, ya que los precedió a ambos en edad y, sin embargo, tenía un saliente nasal. Pero enfatizó que incluso si los linajes se separaron, su ancestro podría haberse parecido a Einiosaurus. Además, todavía podría ser posible que Einiosaurus fuera un descendiente directo de Rubeosaurus. Además, el proceso de rápidos desplazamientos y extinciones de especies aún podría, en su opinión, explicarse elegantemente por una expansión hacia el oeste del mar Bearpaw.
El proceso de anagénesis fue confirmado por John Wilson y Jack Scannella en 2016, quienes estudiaron los cambios ontogenéticos en los dinosaurios con cuernos. Compararon un pequeño espécimen de Einiosaurus, MOR 456 8-8-87-1, con el espécimen de Achelousaurus MOR 591. Ambos demostraron ser bastante similares, siendo las principales diferencias una cara más larga en MOR 456 8-8-87-1 y un núcleo córneo supraorbital más afilado en MOR 591. Concluyeron que Achelousaurus probablemente era el descendiente directo de Einiosaurus. Los individuos más adultos de Einiosaurus se acercaron a la morfología de Achelousaurus. Las diferencias entre los dos taxones habrían sido causadas por heterocronía, cambios diferenciales en la velocidad a la que se desarrollaron los diversos rasgos durante la vida de un individuo. Dado que Wilson y sus colegas descubrieron en 2020 que Stellasaurus, el "Taxón A" de Horner, era intermedio entre Styracosaurus y Einiosaurus en morfología y estratigrafía, no podían descartar que fuera un taxón de transición dentro de un linaje anagenético.

### Función de la gola del cuello

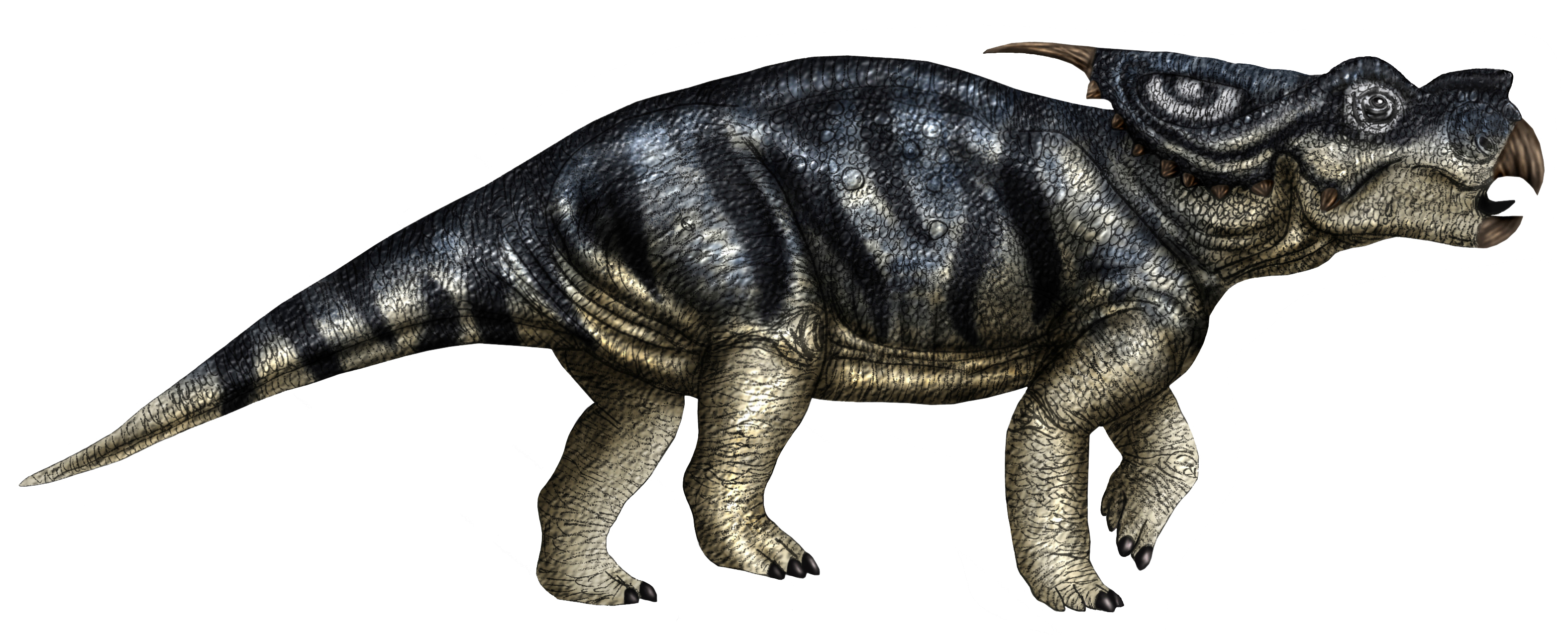
Horner sugirió que los salientes del cráneo tenían un valor de exhibición añadido.

En 1995, Sampson señaló que estudios anteriores habían encontrado que los cuernos y volantes de los ceratopsianos probablemente tenían una función en la exhibición y el combate intraespecífico, y que estas características, por lo tanto, habrían resultado de la selección sexual para un apareamiento exitoso. Asimismo, en 1997 Horner concluyó que dicha ornamentación fue utilizada por los machos para establecer el dominio y que las hembras habrían preferido machos bien equipados ya que su descendencia heredaría estos rasgos, confiriendo un beneficio reproductivo. Dodson pensó que en los Centrosaurinae en general, el valor de exhibición del volante se había reducido en comparación con la ornamentación nasal y supraorbital. Sampson en 1995 rechazó la posibilidad de que la diferencia en la ornamentación del cráneo entre Einiosaurus y Achelousaurus representara dimorfismo sexual, por tres razones. En primer lugar, los extensos lechos óseos de Einiosaurus no contenían ningún espécimen con protuberancias, como se habría esperado si uno de los sexos las tuviera. En segundo lugar, Einiosaurus y Achelousaurus se encuentran en estratos de diferente edad. En tercer lugar, en una situación de dimorfismo sexual, normalmente sólo uno de los sexos muestra caracteres sexuales secundarios exagerados. Sin embargo, Einiosaurus y Achelousaurus han desarrollado cada uno un conjunto distinto de tales rasgos.
En 2009, Hieronymus concluyó que las protuberancias nasales y supraorbitales se usaban para golpear o embestir la cabeza o el flanco de un rival. La estructura ósea indica que las protuberancias estaban cubiertas por almohadillas cornificadas como en los bueyes almizcleros modernos, lo que sugiere luchas de dominancia similares a las de los miembros de la subfamilia Caprinae. En este último grupo, se puede observar una transición evolutiva, donde los cuernos originalmente rectos se vuelven más robustos, acolchados y cada vez más curvados hacia abajo. La evolución de los núcleos córneos a protuberancias en Centrosaurinae también habría reflejado un cambio en la técnica de lucha, del choque a los cabezazos de alta energía. Los cabezazos habrían sido un comportamiento costoso y arriesgado. Los oponentes se habrían involucrado de esta manera solo después de evaluar visualmente las fortalezas de cada uno. Por esta razón, Hieronymus consideró poco probable que las protuberancias sirvieran para el reconocimiento de la especie, ya que esto ya estaba garantizado por los rituales de exhibición innatos específicos de la especie que preceden a una pelea real, en lugar de una ritual. Los cuernos habrían evolucionado para el combate real, parte de una selección social en la que los individuos competían por recursos escasos como parejas, comida y zonas de reproducción.
Anteriormente se había sugerido que la fusión de las tres primeras vértebras del cuello, como se ve en el espécimen maduro MOR 571, podría haber sido una paleopatología, un caso de la enfermedad espondiloartropatía, pero en 1997 se concluyó que era más probable que fuera un rasgo ontogenético normal, las vértebras creciendo juntas para formar un llamado "sincervical" para sostener la cabeza pesada. Los tres especímenes principales conocidos tienen sincervicales que consisten en tres vértebras del cuello fusionadas, el rasgo podría haber sido heredado de un ancestro más pequeño que usaba un cuello más rígido para excavar o adquirir alimentos.

### Comportamiento social
Se ha afirmado que los dinosaurios ceratopsianos eran animales de manada, debido a la gran cantidad de lechos óseos conocidos que contienen múltiples miembros de la misma especie de ceratopsiano. En 2010, Hunt y Farke señalaron que esto era principalmente cierto para los ceratopsianos centrosaurinos. Horner asumió que los dinosaurios con cuernos en Landslide Butte vivían en manadas que habían muerto por sequía o enfermedad. Dodson concluyó que el hecho de que los lechos óseos de Achelousaurus fueran monoespecíficos (que contenían solo una especie) confirmaba la existencia de manadas.

### Metabolismo
Durante mucho tiempo ha habido un debate sobre la termorregulación de los dinosaurios, centrado en si eran ectotérmicos, "de sangre fría", o endotérmicos, "de sangre caliente". Los mamíferos y las aves son endotérmicos homeotérmicos, que generan su propio calor corporal y tienen un metabolismo elevado, mientras que los reptiles son ectotérmicos heterotérmicos , que reciben la mayor parte de su calor corporal de su entorno. Un estudio de 1996 examinó los isótopos de oxígeno de los fosfatos óseos de animales de la Formación Two Medicine, incluido el espécimen juvenil de Achelousaurus MOR 591. Los valores de δ18O del fosfato en los huesos de los vertebrados dependen de los valores de δ18O en su agua corporal y de la temperatura cuando se depositaron los huesos, lo que permite medir las fluctuaciones de temperatura de cada hueso de un individuo cuando se depositaron. El estudio analizó las variaciones estacionales de la temperatura corporal y las diferencias de temperatura entre las regiones esqueléticas, para determinar si los dinosaurios mantenían su temperatura estacionalmente. Un fósil de lagarto varánido muestreado para el estudio mostró una variación isotópica consistente con su condición de ectotermo heterotérmico. La variación de los dinosaurios, incluido Achelousaurus, era consistente con su condición de endotermos homeotérmicos. La tasa metabólica de estos dinosaurios probablemente no era tan alta como la de los mamíferos y aves modernos, y es posible que hayan sido endotermos intermedios.

## Paleoecología
El Achelousaurus es conocido en la Formación Two Medicine, que conserva sedimentos costeros que datan de la etapa Campaniana del Período Cretácico Superior , hace entre 83 y 74 millones de años. Los especímenes de Achelousaurus se encuentran en los niveles más altos de la formación, probablemente más cerca del final de ese período de tiempo, hace 74 millones de años.
La Formación Two Medicine se caracteriza por un clima cálido semiárido. Sus capas se depositaron en la costa este del continente insular Laramidia, que consistía en el oeste de América del Norte. La alta cordillera en el oeste, combinada con vientos predominantemente occidentales, habría causado una sombra de lluvia, limitando las precipitaciones anuales. La lluvia habría caído principalmente durante el verano, cuando las tormentas de convección inundaban el paisaje. Por lo tanto, el clima también habría sido muy estacional, con una larga estación seca y una corta estación húmeda. La vegetación habría sido escasa y un poco variada. En tales condiciones, los dinosaurios con cuernos habrían dependido de los lagos de meandro para un suministro continuo de agua y alimento, los principales canales de los ríos tendían a secarse antes, y perecieron en ellos durante sequías severas cuando los animales se concentraron alrededor de los últimos abrevaderos, lo que provocó la formación de lechos de huesos. El paleosuelo marrón en el que se encontraron los dinosaurios con cuernos, una mezcla de arcilla y fragmentos de madera carbonizada, se asemeja al de los pantanos estacionalmente secos modernos. La vegetación circundante podría haber consistido en árboles de coníferas de unos 25 metros de altura. Sin embargo, Achelousaurus comía plantas mucho más pequeñas, un estudio de 2013 determinó que los herbívoros ceratópsidos en Laramidia estaban restringidos a alimentarse de vegetación con una altura de 1 metro o menos.
Los géneros de dinosaurios más o menos contemporáneos de la zona incluían Prosaurolophus, Scolosaurus, Hypacrosaurus, Einiosaurus y tiranosáuridos de clasificación incierta. Como lo demuestran las marcas de dientes, los fósiles de dinosaurios con cuernos en el área de campo de Landslide Butte habían sido carroñados por un gran depredador terópodo, que Rogers sugirió que era Albertosaurus.
La composición exacta de la fauna de la que formaba parte Achelousaurus es incierta, ya que sus fósiles no han sido descubiertos en asociación directa con otros taxones. Su posición anagenética intermedia sugiere que Achelousaurus compartía su hábitat con formas que se encuentran aproximadamente en la mitad o al final del rango de tiempo de su formación. Al igual que con los dinosaurios con cuernos, Horner asumió que había encontrado taxones de transición en otros grupos de dinosaurios de la Formación Two Medicine. Uno de estos era una forma entre Lambeosaurus e Hypacrosaurus, en 1994 lo nombraría Hypacrosaurus stebingeri. Hoy en día, ya no se considera que Hypacrosaurus stebingeri haya evolucionado a través de la anagénesis porque se han identificado autapomorfías de la especie. Horner vio algunos cráneos de paquicefalosaurio como indicativos de un taxón entre Stegoceras y Pachycephalosaurus, estos no han sido referidos consistentemente a un nuevo género. Finalmente, Horner pensó que había un taxón presente que era transicional entre Daspletosaurus y Tyrannosaurus . En 2017, los restos de tiranosáuridos de la Formación Two Medicine fueron nombrados como una nueva especie de Daspletosaurus, Daspletosaurus horneri. El estudio de 2017 consideró plausible que D. horneri fuera un descendiente directo de D. torosus en un proceso de anagénesis, pero rechazó la posibilidad de que D. horneri fuera el ancestro de Tyrannosaurus.

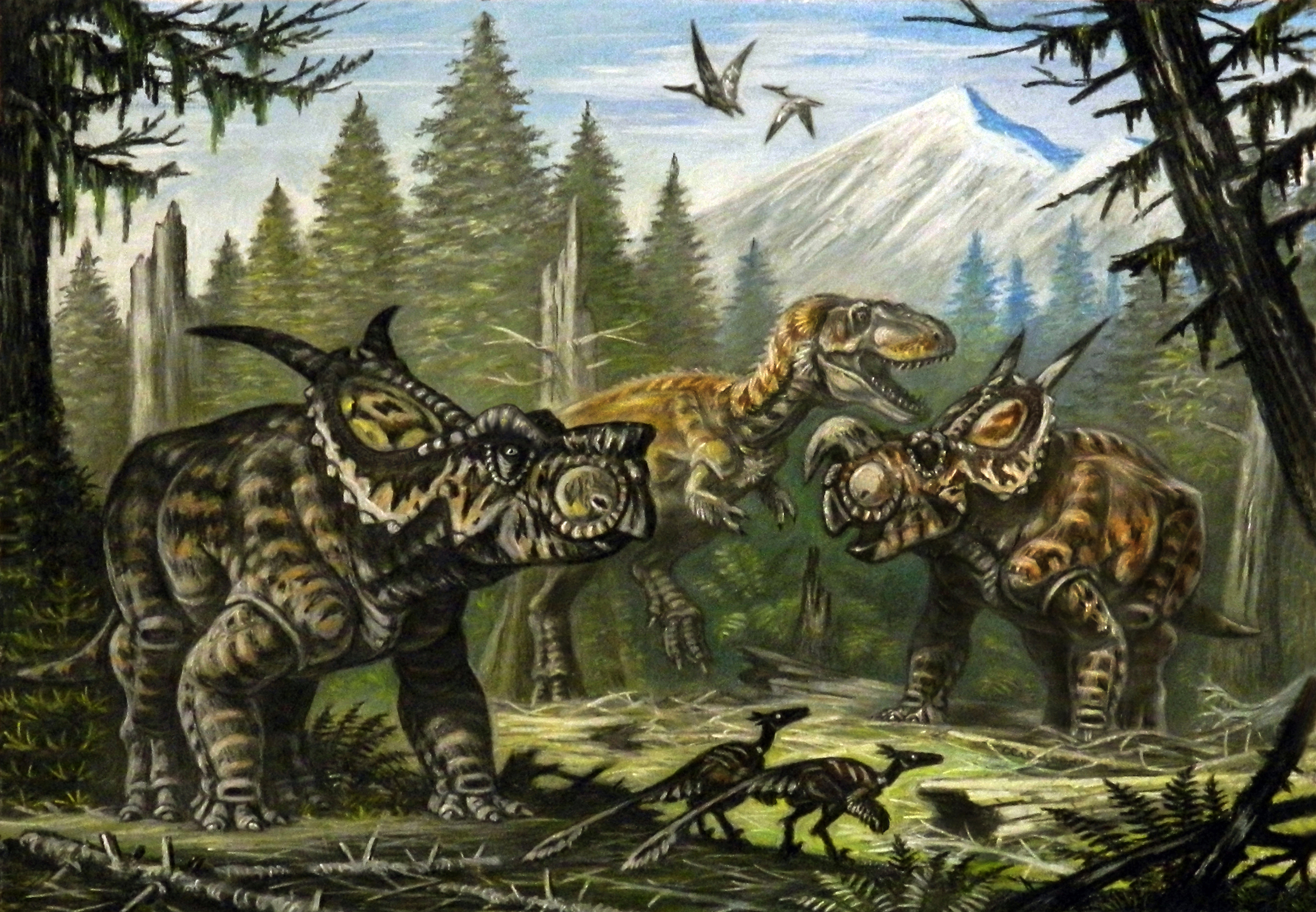
Restauración de Achelousaurus, Einiosaurus y un tiranosaurio

Otros ceratopsianos de la Formación Two Medicine incluyen a Einiosaurus y Stellasaurus . Además, se conocen restos de otros centrosaurinos indeterminados y dudosos, incluido Brachyceratops , de la formación y, aunque pueden representar etapas más jóvenes de los tres géneros válidos, esto no es posible de demostrar. Mientras que Horner asumió que Einiosaurus y Achelousaurus estaban separados en el tiempo, en 2010 Donald M. Henderson consideró posible que al menos sus descendientes o ancestros se superpusieran o fueran simpátricos y, por lo tanto, hubieran competido por fuentes de alimento a menos que hubiera habido una partición de nichos. El cráneo de Achelousaurus era más del doble de fuerte que el de Einiosaurus en su resistencia a la flexión y la torsión. Esto podría haber indicado una diferencia en la dieta para evitar la competencia. La fuerza de mordida de Achelousaurus, medida como resistencia máxima a la tracción, fue de 30,5  newtons por milímetro cuadrado (N/mm2) en la fila de dientes maxilares y de 18 N/mm2 en el pico. Wilson y sus colegas descubrieron que, dado que los centrosaurinos de Two Medicine estaban separados estratigráficamente, posiblemente no fueran contemporáneos. Sin embargo, en 2021 un estudio de Wilson y Scannella señaló que el espécimen MOR 591 era de una edad individual más joven que el cráneo de Einiosaurus MOR 456 8-8-87-1, pero del mismo tamaño. Si MOR 591 pudiera efectivamente ser referido a Achelousaurus , esto podría indicar que este género alcanzó su tamaño adulto más rápidamente.
El espécimen indeterminado TMP 2002.76.1 es de la Formación Dinosaur Park y, si pertenece a Achelousaurus, el género sería el taxón de paquirrinosaurino estratigráficamente más antiguo conocido. Achelousaurus sería entonces también el único ceratópsido del Campaniano conocido de más de una formación. Ambos animales se encuentran justo debajo de las lutitas marinas de la Formación Bearpaw, pero debido a diferencias longitudinales, TMP 2002.76.1 es aproximadamente 500.000 años más antiguo que los fósiles de Achelousaurus de la Formación Two Medicine.